# 機内食

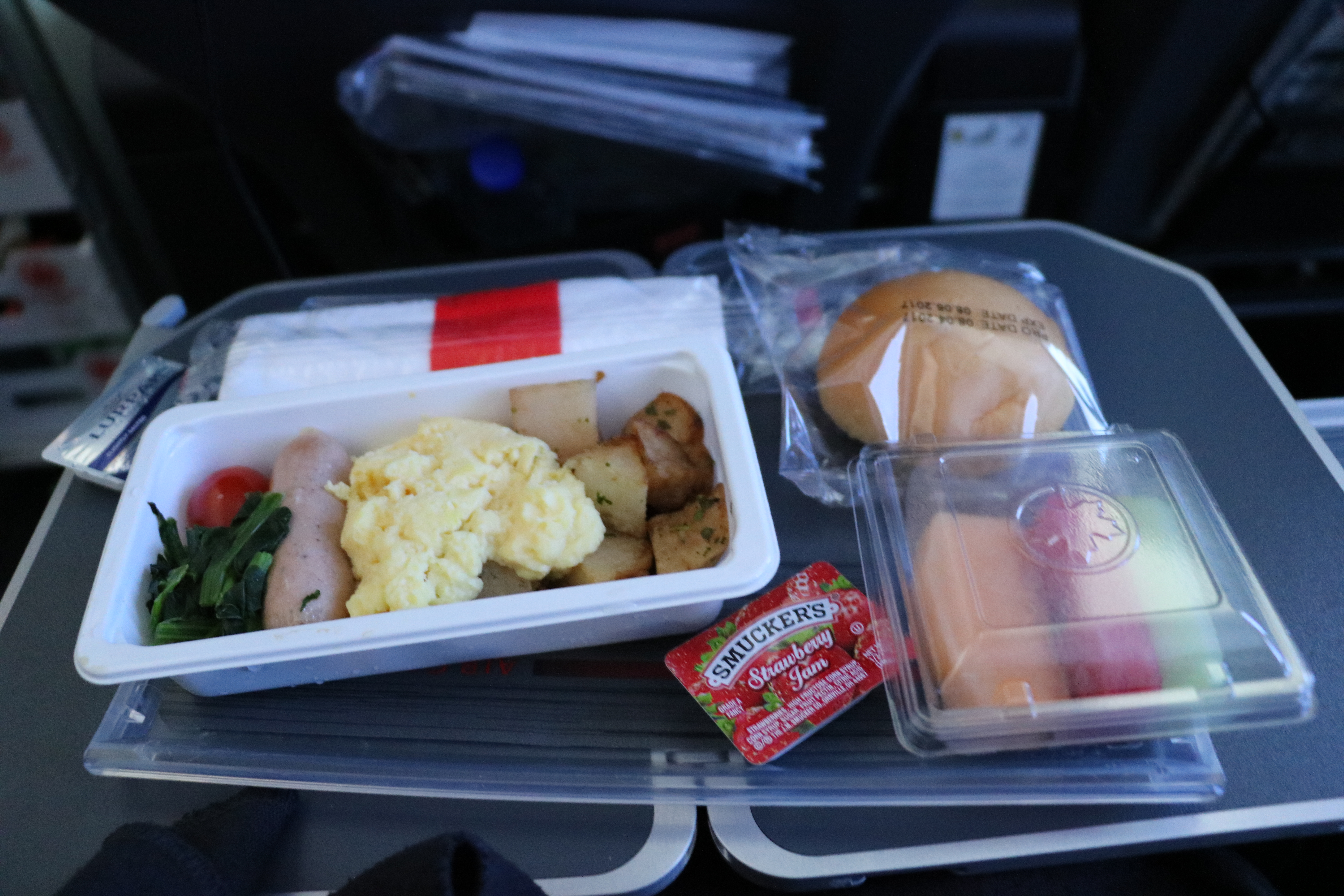
機内食。朝食の例（エア・カナダ、エコノミークラス、2017年）

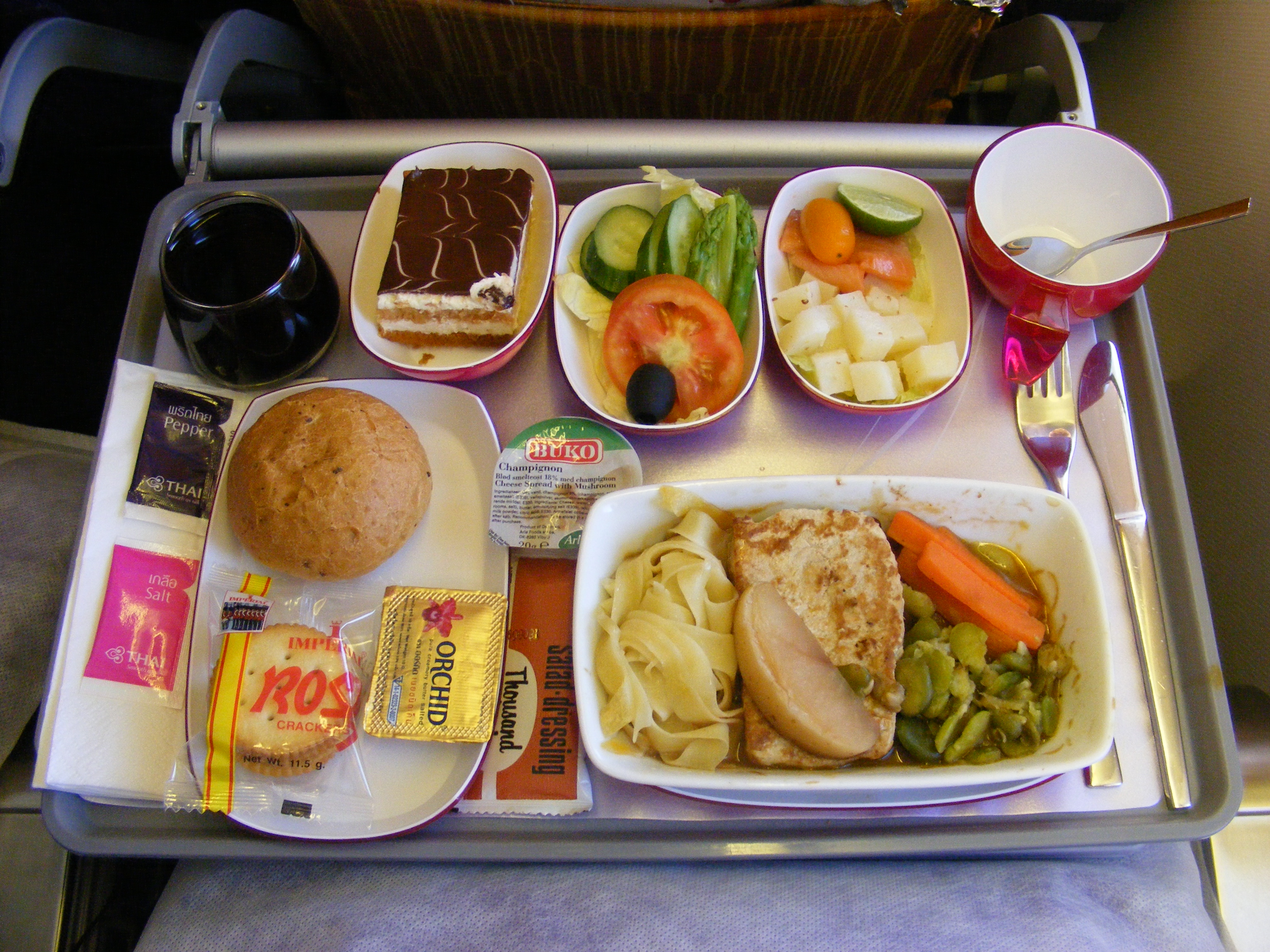
機内食。昼食の例（タイ国際航空TG924便、バンコク→ミュンヘン、エコノミークラス、2009年）

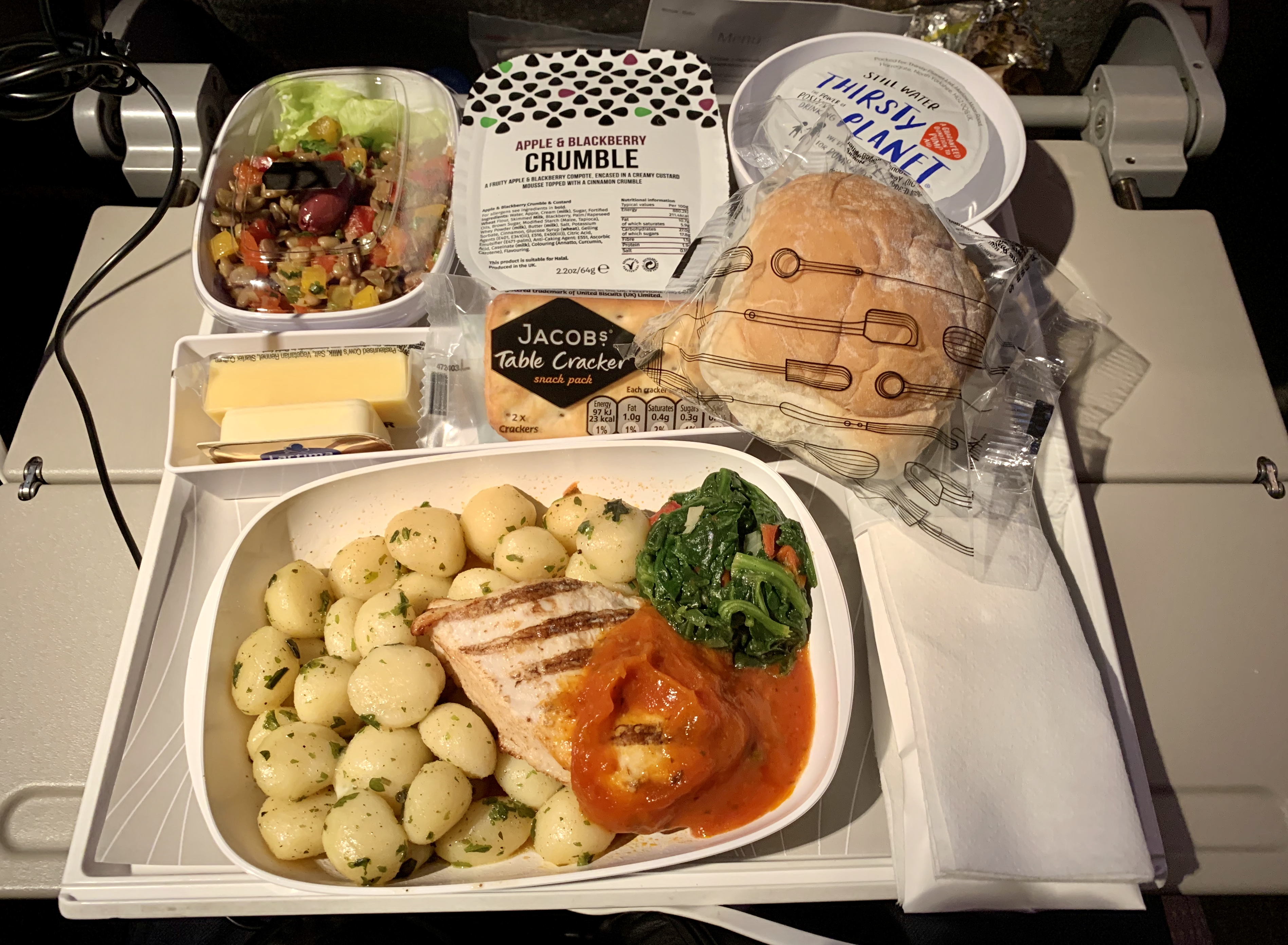
機内食。夕食の例（エミレーツ航空、ワルシャワ→ドバイ、エコノミークラス、2019年）

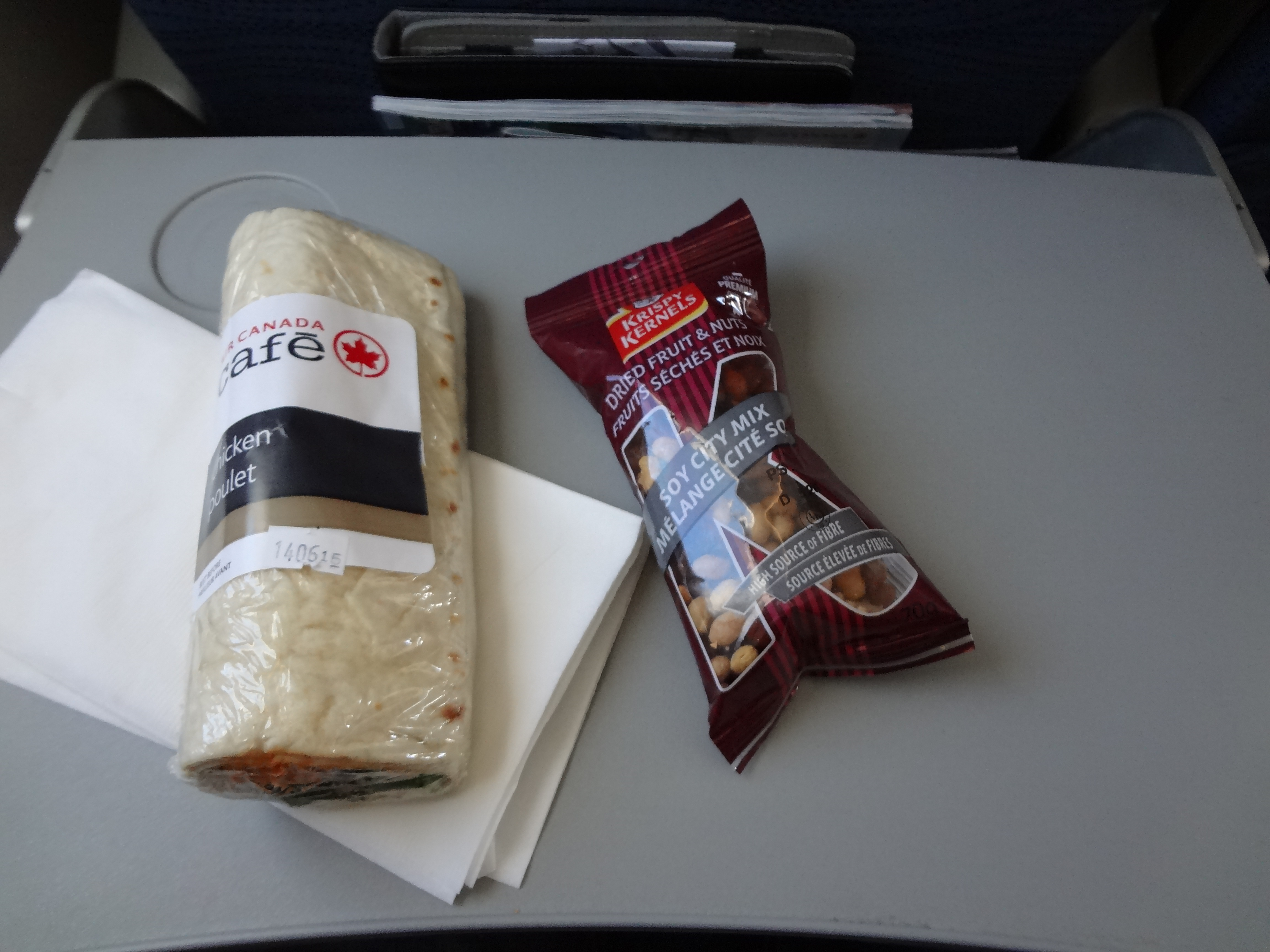
軽食（スナック）の例（エア・カナダ、オタワ→セント・ジョンズ、2015年6月）チキンブリトーとナッツ類

機内食（きないしょく）とは、航空機内で航空会社が提供する食事のことである。

## 概要
狭義には航空会社のサービスとして無料で（航空運賃の一部として）機内で乗客に提供される食事を指すが、パイロットや客室乗務員が機内で仕事中（デッドヘッドを含む）にとる食事も機内食である。一方、「空弁」など、当該機体を運航する会社とは無関係に乗客が持ち込んだ食事は機内食とは呼ばれない。航空自衛隊や海上自衛隊においても、対潜哨戒機など長期間飛行する大型機には基地の食堂で調理した機内食が準備され、冷凍化されたものを電子レンジで温める方式がとられている。
通常は空港近辺の工場で製造され機内に積み込まれ、離陸後に機内にあるギャレー（厨房）で加熱後、各席に配膳される。国際線では一定時間以上の飛行では要望に応じて機内食を提供しなければいけないことが国際航空運送協会（IATA）の取り決めで決まっている。全体的には飛行時間が長くなるほど、また座席が上級になるほど、食事が充実する傾向にある。
地上のレストランとは異なる調理法が求められるため、専門の業者が製造している。機内での加熱を考慮した調理、宗教対応やマンネリ化を防ぐためにメニューは数ヶ月単位で変更されるなどの条件により、自動化が難しく多くの人手が必要となっている。
格安航空会社では、簡素化されていたり、有料化されていたり、短い時間のフライトでは提供がない場合もある。

## 歴史
世界初の機内食
1919年10月にハンドリー・ページ・トランスポート（現・ブリティッシュ・エアウェイズ）がロンドン発パリ行きの便で機内食を提供したのが世界初である。世界初の機内食はサンドイッチと果物のみであった。
機内食の歴史関連の写真
- 1950年代。SAS コンベア440。当時「airhostess エアホステス」という職名で呼ばれていたスタッフが軽食を提供するところ
- 1950年代。朝食、SAS ダグラス DC-6の機体後部のツイン寝台で提供される機内食

## 種類・分類
朝食、昼食、夕食、軽食（スナック）、間食などに分類されている。
座席のクラス、たとえばエコノミークラス、ビジネスクラス、ファーストクラスなどによっても分類されている。
次節の#機内食の内容で詳しく説明する。

## 機内食の内容と特徴

### 機内食の内容

#### エコノミークラスの一般的な構成
1人前をトレーに載せて配膳する。
- 主菜（メインディッシュ：加熱して提供される。ご飯を含む場合もある）
  - 通常は2種類のメニューを搭載する。
- 副菜（サラダなど、野菜中心のことが多い。これ以外にも、たとえば日本線の場合は蕎麦や寿司などが、韓国発着便はキムチがそれぞれ提供されることもある）
- パン
- デザートまたは果物
- 飲み物（一部中東の航空会社を除き酒も選択可。欧米便では炭酸水がそのまま出されることもある）

酒は上級席種では無料であるが、エコノミークラスでは酒の種類によっては有料となることもある。エールフランスはエコノミークラスでもシャンパンが無料で提供されている。
主菜は、肉と魚、鶏と牛など2種類の料理の中から選択できるが、先着順のため一方しか残っていない事もある。この為「余っている方のメニュー」を注文すると客室乗務員に喜ばれる事がある。
- エコノミークラスの機内食の一例。日本航空JAL、グアム→成田（2015年5月）
- エコノミークラスの機内食の一例。全日空ANA、NH154、上海→大阪（2007年2月）
- エコノミークラス機内食の一例。タイ国際航空、TG683、羽田→バンコク（メインがタイカレーの例）

近年では顧客獲得のため、機内食のメニューを選択できることも多い。たとえば、日本航空をはじめとする日本の航空会社では、和食をメニューの一部に入れるほか、大韓航空ではビビンバ、タイ国際航空ではタイカレー、ブリティッシュ・エアウェイズではイングリッシュ・ブレックファストなど、故郷料理も提供し、選択できるようになっている。またエールフランスの長距離路線では、シャンパンやパンの無制限の提供が行われる。

#### ファーストクラス、ビジネスクラスの一般的な構成
コースメニューとなっており、いずれも3〜4種類から選択できる。エコノミークラスと異なり、事前にメニュー（主菜）の予約を受け付ける航空会社も多い。また、その国の郷土料理を提供する航空会社もある（特別食。要事前予約）。配膳は料理ごとに行われ、各席で食器に盛りつける。近距離路線ではボックスミール（弁当）になることもある。長距離路線ではサンドイッチ、ピザ、アイスクリーム、ラーメンなどの間食が用意されていることが多い。アラカルトで自分の都合のいいタイミングで頼むこともできる。
- 食前酒
- カナッペ
- 前菜・オードブル
- スープ
- サラダ
- 主菜
- 副菜
- パン
- チーズ
- ポートワイン
- デザート
  - 果物
  - ケーキ
  - アイスクリームなど
- コーヒーまたは紅茶
- チョコレート
- 飲み物はアルコールを含めて無料である。ただし、中東などイスラム教上の理由で、アルコール飲料が提供されない場合がある。ファーストクラスでは、サロンやドン・ペリニヨン、クリュッグなどのシャンパンを用意している航空会社もある。

- トルコ航空ビジネスクラス機内食、イスタンブール→カイロ（2010年4月）
- 全日空ビジネスクラスの機内食の一例。NH824、台北→成田（2019年11月）
- キャセイパシフィック航空ファーストクラス機内食（メイン一例）
- 日本航空エグゼクティブクラス機内和食（前菜一例）（2006年11月）
- 日本航空エグゼクティブクラス機内洋食（メイン一例）
- 日本航空エグゼクティブクラス機内洋食（メイン一例）
- 日本航空Cクラスの、夕食でも朝食でもない、間食用のカレーライス。注文すればいつでも用意される。
- 日本航空エグゼクティブクラス機内ワインメニュー

#### 朝食
ランチやディナーと異なり、あっさりした軽めのものが多い。国際線では主に到着前の2回目の食事で提供される。また、「朝」にあたらない時間帯の軽食を「リフレッシュメント」と呼ぶこともある。
- シリアル食品（コーンフレークやオートミールなど）
- パン
- サンドイッチ
- 粥
- オムレツ
- おにぎり
- デザート（果物やヨーグルト）

- 朝食の例。カンタス航空、エコノミークラス（2017年）
- 朝食例、パキスタン国際航空、エコノミークラス（2007年）
- 朝食の例、チュニスエア、チュニス→デュッセルドルフ（2010年11月）
- 朝食例、ルフトハンザ航空、LH405、ファーストクラス、コールド・ブレックファースト

#### 特別食
ほとんどの航空会社では、医学的・宗教的理由（いわゆる食のタブー）によって通常の機内食を食べられない乗客のために、特別食（スペシャルミール：英語: Special meal）を用意している。
特別食の具体例としては以下のようなものがある。
- 宗教食
  - ムスリム・ミール（ハラール認証済み）- イスラム教の信徒や豚肉アレルギーを持つ客向け。豚肉やその副産物・酒類（アルコール）を含む食品を使用しない。
  - ヒンドゥー・ミール - ヒンドゥー教徒向け。牛肉を使用しない。
  - コーシャ・ミール - ユダヤ教徒向け。事前にカシュルートに則った祈祷済み。あらかじめパックし密閉された状態で提供される。パスオーバー期間中には、慣習に従った特別料理が出る。
  - ベジタリアン・ミール - 菜食主義者やジャイナ教徒向け。
    - アジアンベジタリアン向け - 肉類、魚介類、卵類を使用しない。
    - 完全菜食向け - 上記に加え、根菜、キノコ類、乳製品も使用しない。

- コーシャの朝食の例。コーシャ食は祈祷・封印されており、封印状態のままで提供されなければならない。エーゲ航空（2018年10月）
- コーシャ食の例（客が開封したあと）、トルコ航空、TK791、テルアビブ→イスタンブール、エコノミークラス
- コーシャ機内食（一例）。キャセイパシフィック航空、CX391

- 医療食（これらは特に守られないと、食べる乗客の命に関わる事態に発展する）
  - 低塩食 - 調味用の塩を使用しない。
  - 低カロリー食 - 油脂・砂糖を使用しない、繊維質の増強など。
  - 糖尿病食（カロリーバランスの計算、糖分を抑える、繊維質の増強など。低カロリー食と統合されている場合がある）
  - 低コレステロール食
  - 五大（七大、あるいは全25種）アレルギー排除食
- 子供向け
  - 離乳食 - 1歳未満の乳幼児向け。
  - チャイルド・ミール - 量がやや少なく、子供に好まれる味付けや盛り付けがされている。搭乗記念の玩具が付属していることもある。機内版お子様ランチといった趣き。
- 地域別特別食
  - 和食（デルタ航空[5]、シンガポール航空[6]）
  - シーフードミール （シンガポール航空、エミレーツ航空[7]）

特別食はどの機体にも常備しているわけではなく、大抵は事前に（多くは出発24時間前までに、祈祷など手数のかかるコーシャ・ミールは48〜72時間前に）予約を要する。ただし、航空会社や目的地によっては乗客の需要が異なるため、2種類ある通常食の一方がベジタリアン・ミールだったり、ムスリム・ミールのみ（例：エミレーツ航空）となることもある。
特別食は、信条や信仰宗教とは無関係に申し込みできる。たとえば、豚肉アレルギーを持つ人間がイスラム食を申し込むことは可能である。
提供される個々の特別食の詳細（たとえばベジタリアン・ミールといっても宗教ごとに材料の違いから複数ある）については、各航空会社の公式ウェブサイトなどの案内を参照のこと。

#### 軽食
- 軽食の例、フィリピン航空の国内線850便、セブ→マニラ、エコノミークラス
- ジャーマンウイングス（ドイツ格安航空会社）ハノーバー空港→スタンステッド空港。有料の軽食と飲み物。
- 軽食例、エア・ドロミティ（2009年）
- 軽食例、ユナイテッド航空、サンフランシスコ→北京。インスタント・カップ麺（2007年、東洋水産製、現在は終了）

#### 乗務員向け
万が一食中毒が起こった時に乗務員が全員発症して機内に混乱を招くという事態が起きることのないよう、客室乗務員の一部は乗客と異なる食事をとる。また、特に操縦クルーについては、同様の理由で操縦不能という最悪の事態（1957年の映画「Zero Hour!」や、そのパロディでもあるコメディ映画『フライングハイ』ではこれが守られなかった結果、何が起きるかが描かれる）を防ぐため、機長（もしくはPIC）と副操縦士（もしくはSIC）は、原則的に別々のメニューを食べる。操縦クルーの場合、選択肢は機長の意思が優先される場合が多いため、副操縦士は好きなメニューを選べないことがある。
多くの航空会社では、クルー向け機内食はビジネスクラスと同程度の食材・献立をエコノミークラスの食器などに簡易的に詰めたものである。また、ルフトハンザドイツ航空のように、客室乗務員用の食事が用意されていない航空会社もある。その場合、客室乗務員の食事は、ビジネスクラスやファーストクラスの乗客向けに調達された機内食から、余ったものが食事として割り当てられることもある。また、大規模な空港の多くでは、事前に乗務員用の機内食を購入することが可能となっている。
チェジュ航空など一部の航空会社では、「パイロット機内食」として、乗務員向けのメニューを乗客に提供をしている例もある。

#### 貨物機の場合
貨物機にも小規模ながら機内食の設備があり、遠距離便を中心にエコノミークラス相当の食事が用意されるが、客室乗務員がいないため手の空いている乗務員（主に航空機関士か副操縦士）が用意する。貨物の関係で乗務員以外の者が貨物機に添乗する場合はその人間の分も手配されるが、乗務員の飲酒を防ぐため飲み物に酒類は含まれない。

#### 政府専用機の場合
政府専用機の機内食は、本国もしくは訪問先であらかじめ発注し、積み込まれるのが基本である。日本国政府専用機の場合はJALの関連会社であったティエフケーが機内食を担当し、同社では他国の専用機の機内食も受注・納品する。
例外として、アメリカ合衆国大統領専用機のエアフォースワン（VC-25）は、機内にキッチンが2か所備わっており、同機が拠点とするメリーランド州アンドルーズ空軍基地で全日程の食材を一括で仕入れ（毒物混入防止のため、現地調達は禁止。また、食材は近隣の食品店で隊員が身分を隠して購入）、基地内の厨房で下ごしらえしたものを真空パックで保管して積み込み、機内で仕上げをして提供される。このため、米空軍の給仕係も「シェフ」として搭乗する。

### 提供する側から見た機内食の特徴・特性

#### 調理

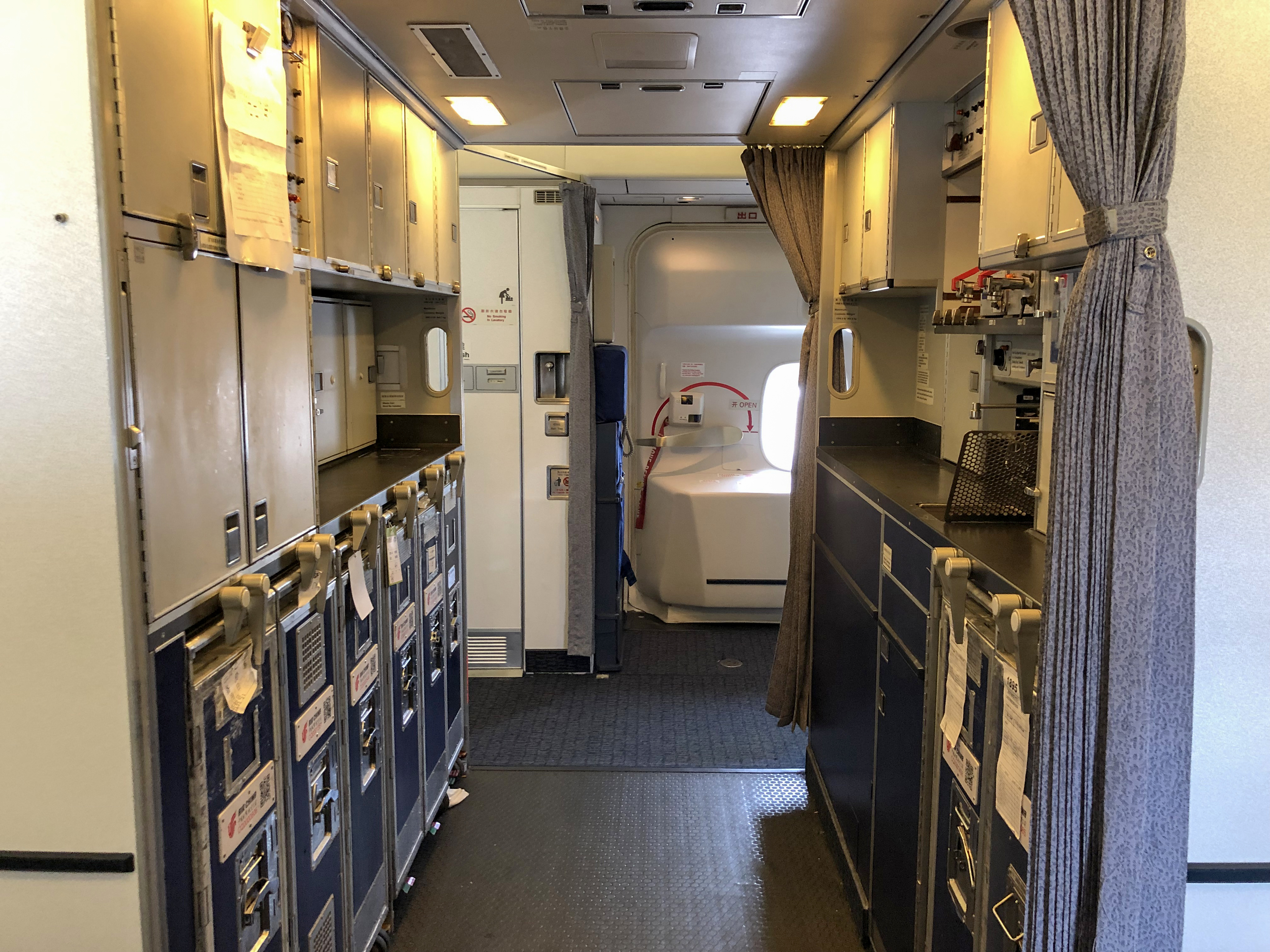
ボーイング747-400型のギャレー

機内食には、膨大な量の食材が必要となるため、地上の工場で調理した生鮮食品は、急速冷凍庫で凍結保存される。
安全規制により、民間航空機内では直火を用いることができないため、客室乗務員が地上で調理された機内食をギャレーで温めて提供する。
主菜は半加工品。冷蔵状態で搭載され、配膳の直前に加熱される。たとえば牛ステーキ肉の場合、工場出荷段階では半生状態にして、機内で再加熱する。加熱方法はオーブンで数個ずつ加熱する方法（主にボーイング747-400より前に路線就航した旧型機）と、各トレイに加熱板を備えて主菜だけを一斉に加熱する方法（主にボーイング747-400以降の機種）とがある。ただし前者の場合、使用するオーブンは、マイクロ波で加熱する電子レンジでは、航空機の運行に支障をきたす（漏洩電波で航法無線が使えなくなってしまう）ため、水蒸気を使うスチームオーブンレンジのみとなる。
高度1万メートルにある気圧の低い機内では、与圧による湿度低下により味覚が鈍くなる。そのため、通常の食事よりも濃い味付けが必要になる。エミレーツ・フライト・ケータリング（EFC）の機内食の管理責任者であるヨースト・ハイマイヤーは、与圧の影響について、エアバスA380やボーイング777など新型機では、新技術の導入などによって機内は標高2,500メートルにあるスイスアルプスのヴェルビエとほぼ同じ状態であると指摘し、地上ほど繊細な繊細な味を上空で味わうことはできないかもしれないが、大胆な味付けにより軽減できるとしている。
工場ではこれらを考慮した調理法が考案されている。

#### 配膳
客室乗務員がカートに載せて通路から各席の可動式テーブルに配膳する。機体の前後や、ワイドボディ機では主翼付近（ギャレーのある位置）から順番に回る。なお、種類の選択が可能な場合、マイレージ上級会員から先にオーダーを取り選択肢を残すようにしていることが多い。

#### 食器
エコノミークラスではプラスチック製、またはアルミ製の容器が多い。ビジネスクラス以上は陶磁器製の食器が使われる。
ナイフ、フォークなどは、コスト削減を主眼に、使い捨てが可能なプラスチック製を使用している。基本的にビジネスクラス以上では、金属製のカトラリーが用いられ、航空会社によってはエコノミーでも、環境保護の観点から金属製を用いる航空会社もある。近年は航空燃料節約の観点から、軽量化食器の開発が盛んである。

#### 機内食工場とフードローダー

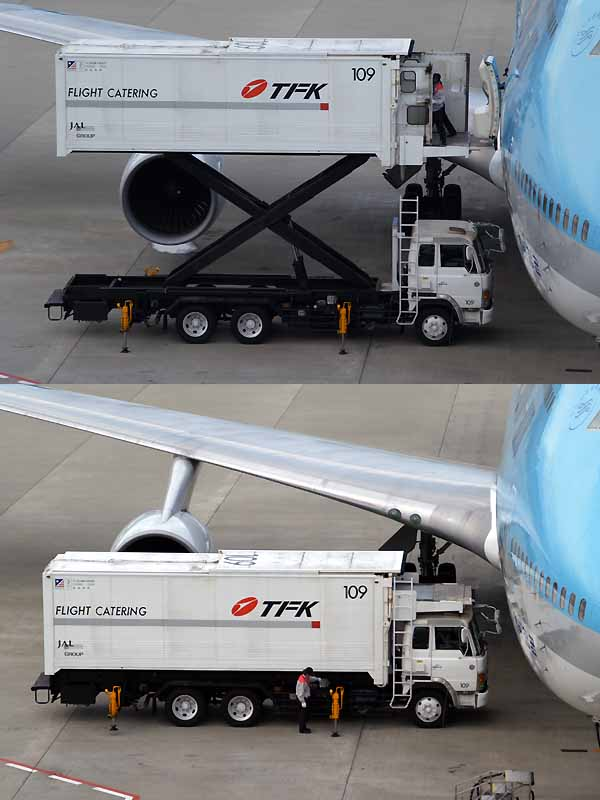
昇降可能なフードローダーの荷台（テイエフケー：成田国際空港）
ベース車：日野・スーパードルフィン

機内食工場は、多くが2階建てになっていて、1階は空のカートを回収して食器を洗浄、2階は調理・配膳とトラックへの積み込み口になっている。空港近隣の機内食工場から、航空機へ機内食を盛りつけしたカートを輸送するトラックを「フードローダー（Food Loader）」と呼び、工場での積載時と航空機への積み降ろしのときに、荷台が機体の高さまで持ち上がる。なお航空機へ機内食を積み込むときは、ローダーの前から行う。
エミレーツ航空の子会社エミレーツ・フライト・ケータリング（EFC）のドバイの工場では毎日300万点の使用済み食器や器具類の洗浄が行われている。
- 機内食工場（名古屋エアケータリング：中部国際空港）

### その他の提供
機内食は、飛行機に搭乗したときにしか食べられないが、航空会社の関連会社やケータリング会社が経営している空港内部のレストランで、“機内食”をレストランの品目に掲げているケースがあるが、味付けは飛行機で提供される食事と異なり、地上で食べる味付けとなっている。そのメニュー・食材が、どこの航空会社に提供されているものと同一であるかなど、詳らかにされないのが一般的であるが、特定の航空会社とタイアップしたフェアなどの折には、まれに機内で出されるものと、ほぼ同一の仕様のものが提供されることがある。
2020年の新型コロナウィルス感染拡大により、国際線が大幅運休になり大量の機内食が余っていることから、自社のECサイトで販売したり、空港で駐機中の飛行機を使用した機内食レストランを営業するなど、機内以外での提供が増えている。

## アメリカの航空会社の機内食

### 国内線など
価格競争が激しいアメリカ合衆国の国内線では、エコノミークラスからコストカットの影響で、無料の機内食が消えて久しかった。こうした動きに対してデルタ航空は、2016年、競合各社とのサービスによる差別化を図るため、ニューヨーク（ケネディ国際空港）とロサンゼルス、サンフランシスコを結ぶ路線で、エコノミークラスの乗客に対して機内食の無料提供を試験的に開始。2017年3月1日からは、北米大陸横断路線の12路線に拡大した。この動きに対してアメリカン航空も、北アメリカ大陸横断路線などで、機内食の無料提供を行う動きを見せている。

### 国際線
- デルタ航空、成田発シンガポール行きの機内食（2015年11月）
- デルタ航空、シンガポール発成田行きの機内食（2015年11月）
- デルタ航空の機内食としての軽食。6時間前後のフライトでは着陸前に通常の機内食ではなくこのような軽食が出ることもある（2015年11月）
- デルタ航空、成田発シアトル行きの1回目のエコノミークラス機内食（2017年5月）
- デルタ航空、成田発シアトル行きの2回目のエコノミークラス機内食。トレーではなく、紙箱に入って提供される簡易機内食である（2017年5月）

## EUの航空会社の機内食
- エールフランス、ビジネスクラス、朝食（2013年5月） カフェオレ（あるいはコーヒー）、パン、オムレツ、フルーツ、ヨーグルト。フランスらしくBonne Maman（ボヌ・ママン） ブランドのチェック柄の小瓶に入ったジャムがついている。
- エールフランス、AF789、トゥールニュ→ベルガルド、ハーブ・ランチ（おそらく前菜の段階）。シャンパンつき。
- エールフランス、777 F-GSQM、CDG→IAH、ファーストクラス。フランス料理のコース料理、前菜の段階。
- 左写真の続き。メインディッシュが出てきた段階。この後に、デザートや食後の飲み物が続く。

## 日本の航空会社の機内食

### 国内線

#### 歴史
日本国内では、第二次世界大戦前に国内線に就航していた大日本航空が、国内線の乗客に軽食を提供していたのが始まりとされる。
第二次世界大戦後は、日本航空（JAL）が、アメリカのノースウエスト航空から乗員とともにリースしたマーチン2-0-2型機「もく星号」で、1951年（昭和26年）10月25日に羽田空港 - 伊丹空港 - 板付空港間の定期旅客運航を開始。この第一便の往路には東京ステーションホテルが、そして復路にはロイヤル株式会社（現在のロイヤルホールディングス株式会社）が、卵とハムのサンドイッチや魔法瓶に入れた紅茶を機内で提供したのが、戦後の機内食の始まりである。
その後、同社に追従して他社も朝の便や夕方から夜間の長距離路線では箱詰めにされたパン類やスープなどの軽食が提供され、その他の時間は菓子（茶菓）が提供されるようになる。国際線とは異なり、飛行時間の短さや提供人数の多さによる積載量とコストの観点から、少量でギャレーでの加熱を要さない冷製の食材（おにぎり、サンドイッチ）が用いられた。また、日本航空、全日本空輸（ANA）、日本エアシステム（JAS）の大手3社がスーパーシートを導入したあとは、3社ともに昼食および夕食時には加熱された機内食が提供されるようになった。
1998年（平成10年）の新規航空会社の参入に伴い、事前購入型運賃の充実による航空運賃を引き下げる価格競争に入ったことから、大手3社では1999年（平成11年）3月をもって普通席での軽食サービスは全廃され、すべての時間帯で菓子のみの提供となる。そして2000年（平成12年）ごろからは菓子の提供も取りやめ、飲料のみの提供となった。
普通席での提供廃止後も、大手3社のスーパーシートでは早朝・夕方出発便で提供されてきた。日本航空では、日本エアシステムの事業が統合された2004年（平成16年）にスーパーシートを廃止し、クラスJへの転換を図って茶菓のみの提供となったが、2007年（平成19年）12月に国内線ファーストクラスの提供を開始し、本格的な機内食の提供が再開された。その後全日本空輸も「スーパーシートプレミアム」を提供するなど、上位クラスのサービス向上が図られている。
航空業界の規制緩和政策により1990年代後半より順次設立された新規航空会社では会社によりサービスにばらつきがある。スカイマークがかつて設定していた「シグナスクラス」やアイベックスエアラインズの早朝便ではかつて軽食の無償提供を行っていたが、現在はとりやめている。現在無償で食事の提供を行っているのはフジドリームエアラインズとAIRDOの一部便のみで、パンや茶菓に限られている。2012年（平成24年）より順次開設した格安航空会社（LCC）は機内食の提供を行っているが、飲み物を含めすべて機内販売という形で有料提供されている。コミューター路線は距離や機材の規模から行われないことが多いが、天草エアラインのみ通年で飲物や茶菓の提供が行われている。
当初は航空会社がメニューを考案していたが、会社間のサービス競争が激しくなったため、専門の業者に委託するようになった。

#### 大手2社
日本航空グループ
- 国内線ファーストクラス
  - 朝は和定食または洋定食、昼は重箱弁当ならびに茶菓、夜はなだ万などの有名料亭や、アロマフレスカなどの有名レストラン監修のセットメニュー。10日ごとにメニューが変わる。また、カップ麺（うどんですかい）や軽食、クッキーなどの茶菓も用意されているほか、飲み物に普通席やクラスJなどほかの下位クラスにはない、シャンパンをはじめとするアルコール飲料が加わる。
- クラスJ
  - 以前は運航時間が比較的長い路線では茶菓と飲み物、それ以外の路線では飲み物のみが提供されていたが、2011年4月1日からは飲み物のみとなった。ただし那覇発着便ではビール・ノンアルコールビール・ブルーシールアイスクリームが有料で提供される。なお選べる飲み物の種類は普通席とは異なるほか、一部の短距離路線では温かい日本茶は提供されない。
- 普通席（飛行時間が30分程度の便は除く）
  - コーラやオレンジジュースなどのソフトドリンク、コーヒーや紅茶、緑茶やコンソメスープなどの飲み物がすべての乗客に提供される。さらに路線によりキャンディが提供されるほか、クラスJ同様那覇発着便ではビール・ノンアルコールビール・ブルーシールアイスクリームが有料で提供されるが、一部の短距離路線では温かい緑茶は提供されない。

- 日本航空国内線機内食一例
（スーパーシート）
廃止されたものであり、画像は過去に運用していたときのもの
- 日本航空国内線機内食一例
（国内線ファーストクラス）
- 日本航空クラスJ、Sora-Benの例（2007年2月）
- 日本航空クラスJ飲み物と茶菓の一例

全日本空輸グループ
- プレミアムクラス
  - 2012年6月以前は朝・昼・夕食時間帯は重箱弁当。これ以外の時間帯は軽食や生菓子、フルーツなどをボックスに詰めたボックスミールが提供されていた。2012年6月から朝・昼・夕食時間帯「Premium GOZEN」、それ以外の時間帯は「Premium SABO」として松花堂弁当風の食事を提供している。日本航空のファーストクラスと同様に、こちらも飲み物としてアルコールを選択することが可能である。
- 普通席（飛行時間が30分程度の便は除く）
  - 2010年4月から2012年5月までは水とお茶以外の飲料はすべて有料での提供となっていた。水とお茶も基本的に注文した乗客のみにしか提供されなかった。2012年6月からは、格安航空会社との差別化の観点から、無料サービスを再開している。2013年4月からは、ビーフコンソメスープの無料サービスも再開した。日本航空同様キャンディが用意されるが、申告制となっている。
  - すべての路線で菓子ならびにアルコール飲料が有料で提供されているほか、札幌(新千歳)-大阪(伊丹)・大阪(関西)・福岡線、札幌（新千歳）・仙台・東京(羽田)・名古屋(中部)・大阪（伊丹）・大阪（関西)）-那覇線、東京（羽田）・名古屋（中部）・大阪（関西）-宮古線、東京（羽田）・名古屋（中部）・大阪（関西）・福岡-石垣線においてはハーゲンダッツのアイスクリームならびに路線限定の軽食も有料で提供される。なお2017年10月28日までは事前予約すればプレミアムクラスと同じ食事が有料で提供された（ただし、プレミアムクラスが設定されている一部便に限られていた）ほか、有料でオリジナルスープの提供もあった。

- ANA国内線、朝食の一例
（2012年5月以前のプレミアムクラス、NH51、羽田発札幌着）
- ANA国内線機内食「Premium GOZEN」の一例（2012年10月14日、鹿児島→羽田）
- ANA国内線機内食「Premium SABO」の一例（2012年8月4日、羽田→岡山）
- ANA、NH824、台北→成田、ビジネスクラス、11時の食事
- ANA、NH853、羽田→台北松山、ビジネスクラス（2019年12月）

#### 新規航空会社
スカイマーク
- 2016年（平成28年）10月1日より、ネスレ日本とのパートナー契約による「また乗りたくなる空の旅プロジェクト」として、全路線でキットカット・ミニが、一部の路線でネスカフェ・ゴールドブレンドが無料で提供される。その他ソフトドリンク、アルコール、おつまみについては有償での提供となる[17][18][19]。最前列座席にサービスを付加した「足のばシート」では、有償提供品の一部から一品を無料で選択することができる[20]。
- かつて設定されていたシグナスクラスでは当初は軽食や飲み物のサービスを無償で提供していたが、シグナスクラス料金値下げに伴い、2006年2月限りで取りやめた。その後は日本の国内線で唯一、機内食や茶菓、飲み物をいっさい提供しないスーパーシートとして存続したが、2008年8月末をもってシグナスクラスそのものを廃止している。

AIR DO
- 路線開設当初は経費削減のため希望者に飲料水を提供するのみであったが、2000年ごろよりビール類の有償提供を開始したのを皮切りに、ANAとのコードシェアを開始したあとはコーヒー、緑茶、オリジナルオニオンスープの無償提供やアルコール類の種類拡充などを図っている。さらに2015年11月からは有償でスープカレーの提供を開始。2016年11月より味噌バター雑炊に置き換えたほか、平日早朝の羽田-新千歳線限定でパンの無償提供を行うようになった[21]。これらの商品は北海道特産のものを使用している。

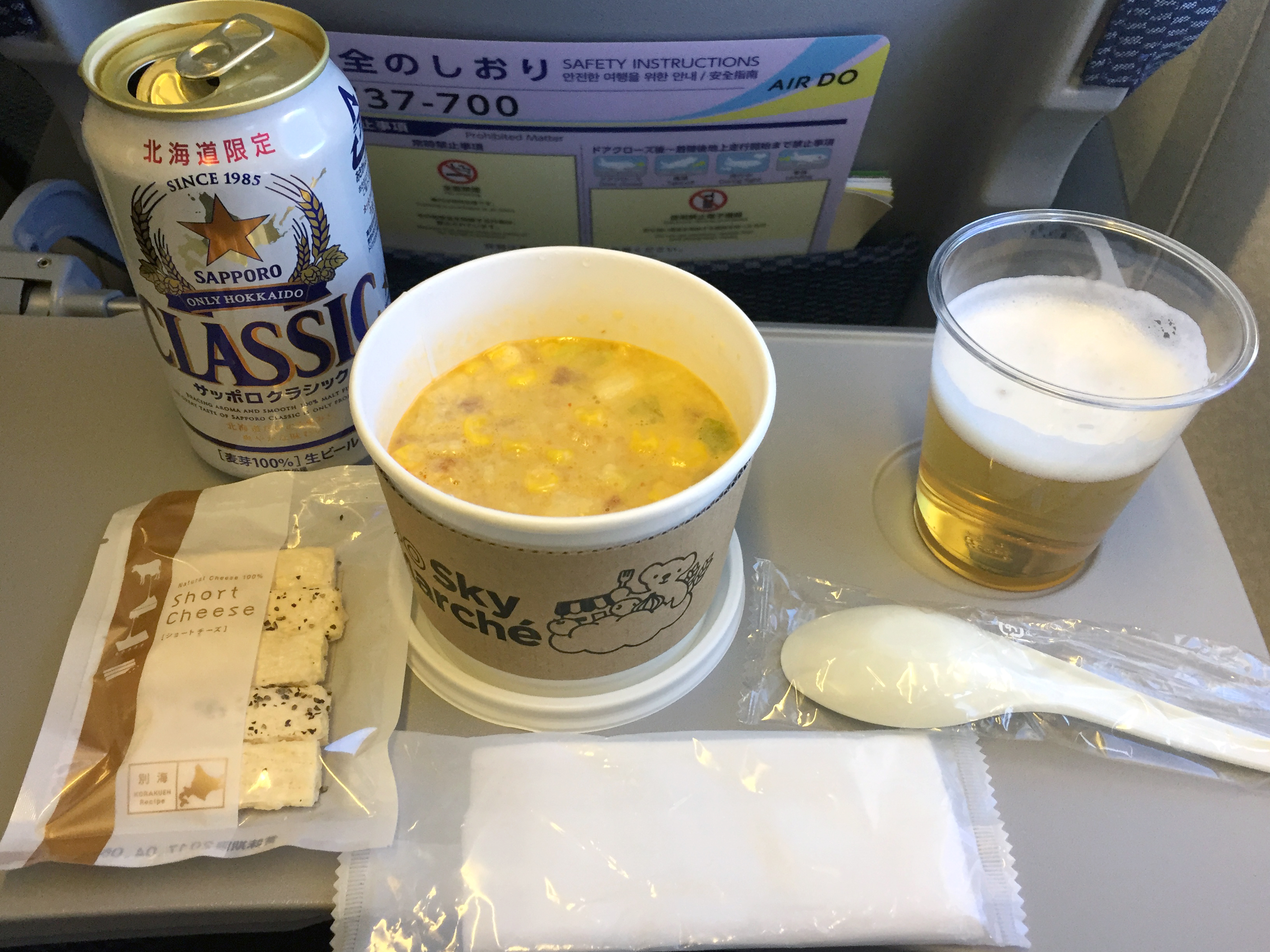
AIRDOの機内食の例。味噌バター雑炊およびサッポロクラシックといった北海道にちなんだものを有償で提供している。おつまみはアルコール類を注文するとついてくる。

フジドリームエアラインズ
- 新規航空会社の中では開設当初から機内食の充実を図っており、一部の早朝便はクロワッサンの提供を行っているほか、全路線でチョコレートまたはクッキー、飴玉を無償で提供している。飲み物に関してはコーヒー、ジュース、お茶を提供している。ただし、アルコール類は有償無償に関わらずいっさい提供していない。特徴として提供される食事や飲物はスポンサー制となっており、クロワッサンはコモ製、チョコレートとクッキーはシャトレーゼ、飴玉は馬場製菓、緑茶はハラダ製茶が提供している[22]。

茶菓一例

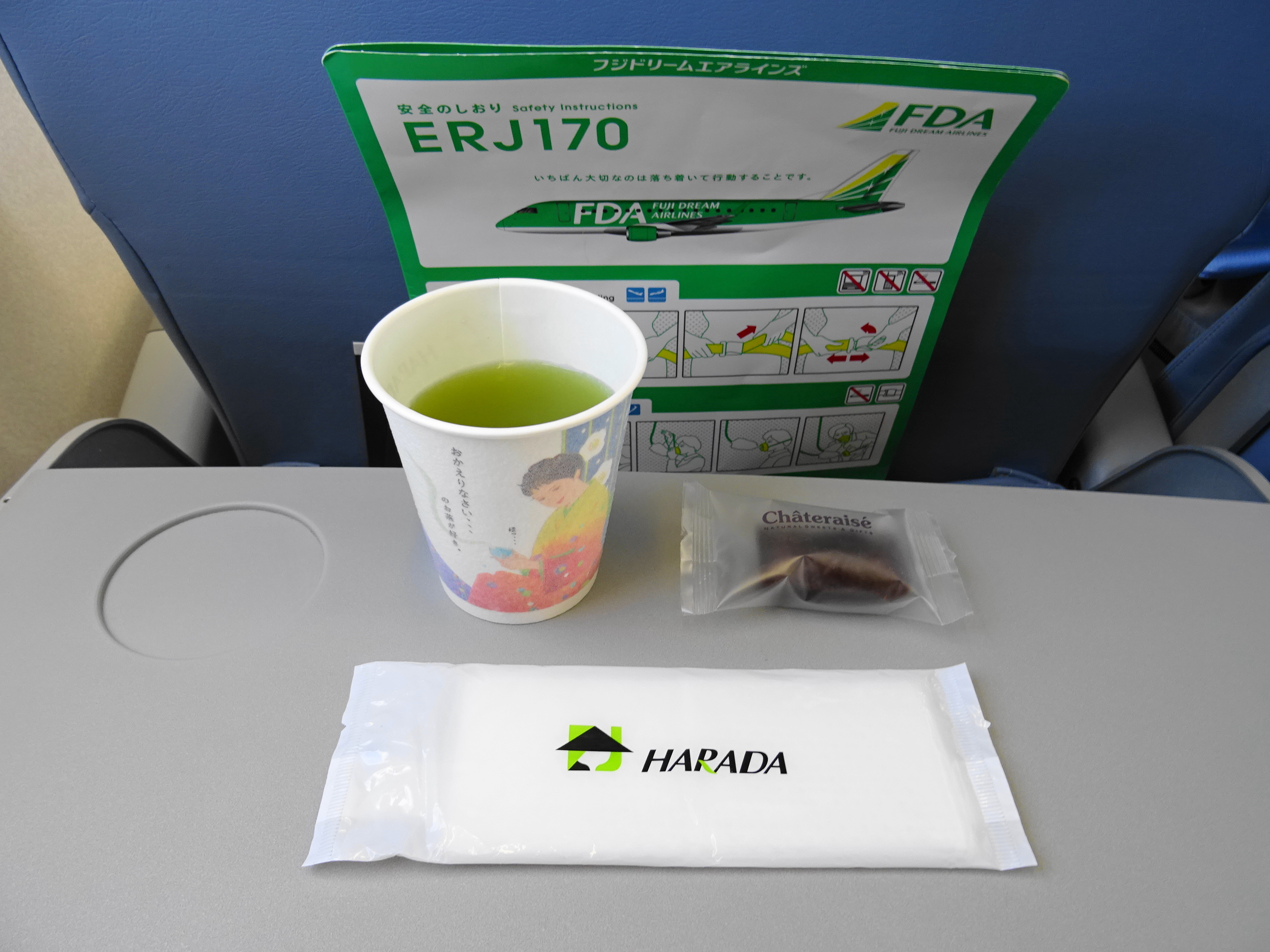
フジドリームエアラインズの茶菓の例。茶はハラダ製茶、菓子はシャトレーゼが提供したものを使用している。

ソラシドエア
食事の提供は行っていないが、飲み物に関してはお茶、コーヒー、スープなどを無償で提供しており、スープは九州御当地のアゴユズスープである。またアルコールの有料販売も行っており、こちらも九州・沖縄御当地となっている。
スターフライヤー
飲み物はお茶、コーヒー等を無償で提供しており、コーヒーには森永製菓製のチョコレートがついてくる。また、路線限定でミネストローネとオニオンスープも提供している。食事については路線限定で雑炊・リゾットなど（季節によりメニューは変わる）を有償で提供している。アルコールは就航当初、夜間便でビール（キリン一番搾り）を無償提供していたが、飲酒運転防止を理由にいったん取りやめとなり、現在は有償で提供している。
- スターフライヤー機内提供品例。コーヒーを頼むとチョコレートがついてくる。

アイベックスエアラインズ
- 以前は早朝便に限り食事、夜間便に限りアルコールの提供を行っていたが、現在はコーヒー、ジュース、お茶のみとなっている。

#### 格安航空会社
Peach Aviation、ジェットスター・ジャパン、バニラ・エア、春秋航空日本、エアアジア・ジャパン
- 他国の格安航空会社同様、弁当や飲料などはすべて有償での提供となる。食べ物と飲料を同時に注文することで若干割安になるほか、食べ物は夜間〜深夜の便では割引で販売されることもある。

- 国内線 ビーフカレーコンボ（Peach Aviation）
- 若鶏のレモンバジル風味とカネロニパスタのトマトソース添え（Peach Aviation）
- 沖縄風タコライス（Peach Aviation）
- メンチカツサンドとバニラマカダミアコーヒー（バニラエア）
- ビーフシチューとミルクパン（バニラエア）
- イングリッシュマフィン ホットサンドウィッチ（旧エアアジア・ジャパン。現エアアジア・ジャパンとは異なる）

#### コミューター路線
- 天草エアラインではパックジュースや茶菓の無料提供を行っている。
- オリエンタルエアブリッジでは原則食事や飲物の提供を行っていないが、期間限定で茶菓の無料提供を行うことがある。

### 国際線
ごく短距離の路線（福岡 - 釜山など）を除き、1〜2回の機内食が提供される。配膳時間は出発地や到着地の時間（時刻）に関係ない場合が多い。
近距離便では、おおむね離陸から1時間以内、遠距離便では1回目は離陸からおおむね2時間以内、2回目は到着予定時刻の約2時間前である場合が多い。この辺りの事情をまったく考慮せず、出発直前に食事を多くとると、機内食が十分食べられなくなったり、機内食を十分食べたことで到着地での食事のリズムを壊し体調に影響が出る場合もある。なお、ほとんどの国際線では、宗教・思想・信条・医療上の理由から特別食の用意があり、事前に申し込めば特別食が提供される。
このほかに、機内食として出される食事以外にも、随時ビスケットなど軽食のサービスや、夜行便などでは、夜食としてパンやサンドイッチ、日本への発着便ではおにぎりやカップ麺（JALの「うどんですかい」やANAの「とびっきりおうどん（提供終了）」ほか）などの軽食を用意している会社もある。
基本的には、相手国の業者と契約して復路便の分を手配してもらうが、日本発の韓国や台湾・中国・グアム線のような近距離路線では、復路の分もまとめて載せることもある。

#### 業者
機内食を調理する業者は概ね航空会社が出資する関連会社が多いが、一方で外食企業が機内食事業を手がける場合もあり、近年は料理のグレードアップの際に、有名レストランやホテル、料亭などがメニューを監修することもある。

#### メニュー
一般に航空会社の本国の料理が出されることが多い（前述の復路など現地で調達する場合、現地料理の色合いが出る場合がある）。また座席等級によって食事の内容が異なる。

## 台湾の航空会社の機内食
- 中華航空の機内食（2014年10月の撮影）
- 中華航空の機内食（2014年10月の撮影）
- 中華航空、ビジネスクラス（2017年4月）
- 中華航空、台北→上海、ビジネスクラス（2013年8月）擔仔麵 Dan Zai Noodles

## 韓国の航空会社の機内食
- 大韓航空、インチョン→青森、エコノミークラス
- 大韓航空、成田→インチョン、エコノミークラス
- アシアナ航空の機内食（2018年）

## 中東の航空会社の機内食
アラブ首長国連邦のドバイにあるエミレーツ航空の子会社エミレーツ・フライト・ケータリング（EFC）は世界最大規模の機内食工場である。エミレーツ航空では世界142か所に向かう400以上の路線用の機内食が毎日最高18万食必要とされ、ドバイの工場ではその約65%が製造されている。
- 夕食の例（エミレーツ航空、ドゥバイ発ブリスベン着、エコノミークラス、2019年）
- カタール航空の朝食（2020年12月）
- カタール航空の朝食（2020年12月）
- カタール航空、ファーストクラス、朝食、パンケーキ、（2010年4月）

## 中華人民共和国の航空会社の機内食
- 中国国際航空の国際線機内食（2008年6月）
- 中国国際航空、CA1334 武漢天河国際空港→北京、中華式の朝食（2016年9月）
- 中国東方航空、国内線エコノミークラス機内食（MU5705 昆明→北京）
- 中国東方航空の国際線、中華式の夕食（MU220 フランクフルト→上海浦東）
- 中国東方航空の国際線、中華式の朝食（MU220 フランクフルト→上海浦東）
- 海南航空、国内線エコノミークラス機内食（HU7779 北京→三亜）
- 海南航空、成田発北京行きのエコノミークラスで提供された和食
- 厦門航空、厦門＝ロサンゼルス線のエコノミークラス機内食メニュー表（2017年12月）
- 厦門航空の成田発厦門行きのエコノミークラス機内食。（2017年12月）
- 厦門航空、厦門発ロサンゼルス行きの1回目のエコノミークラス機内食（2017年12月の撮影）
- 厦門航空、厦門発ロサンゼルス行きのエコノミークラスで提供された夜食（北京時間基準）（2017年12月）
- 厦門航空、厦門発ロサンゼルス行きの2回目のエコノミークラス機内食（2017年12月）

## ロシアの航空会社の機内食
- アエロフロートの朝食（2007年8月）
- アエロフロート、PEK→SVO、エコノミークラス（2011年5月）
- アエロフロート、オスロ→モスクワ、ビジネスクラス（2008年5月）
- 左写真の続き。

## 主要企業・業界団体
- 国際トラベルケータリング協会(ITCA)（英語サイト）
- 国際機内食サービス協会(IFSA)（英語サイト）
- ティエフケー（TFK）
- エーエヌエーケータリングサービス（ANAC：全日本空輸系列）
- 双日ロイヤルインフライトケイタリング（SRIC：ロイヤルホールディングス系列に双日が資本参加)
- ジャルロイヤルケータリング（JRC：日本航空とロイヤルホールディングスの合弁）
- 朝日エアポートサービス（朝日新聞グループ、朝日ビルディング系）
- エイエイエスケータリング（AASC、かつては朝日エアポートサービスと日本航空の合弁企業だったが現在はグルメ杵屋系）
- 名古屋エアケータリング（名古屋鉄道グループ、名鉄犬山ホテル系、中部国際空港）
- ゲートグルメ（en:Gate Gourmet）
- コスモ企業（成田国際空港）

## ギャラリー

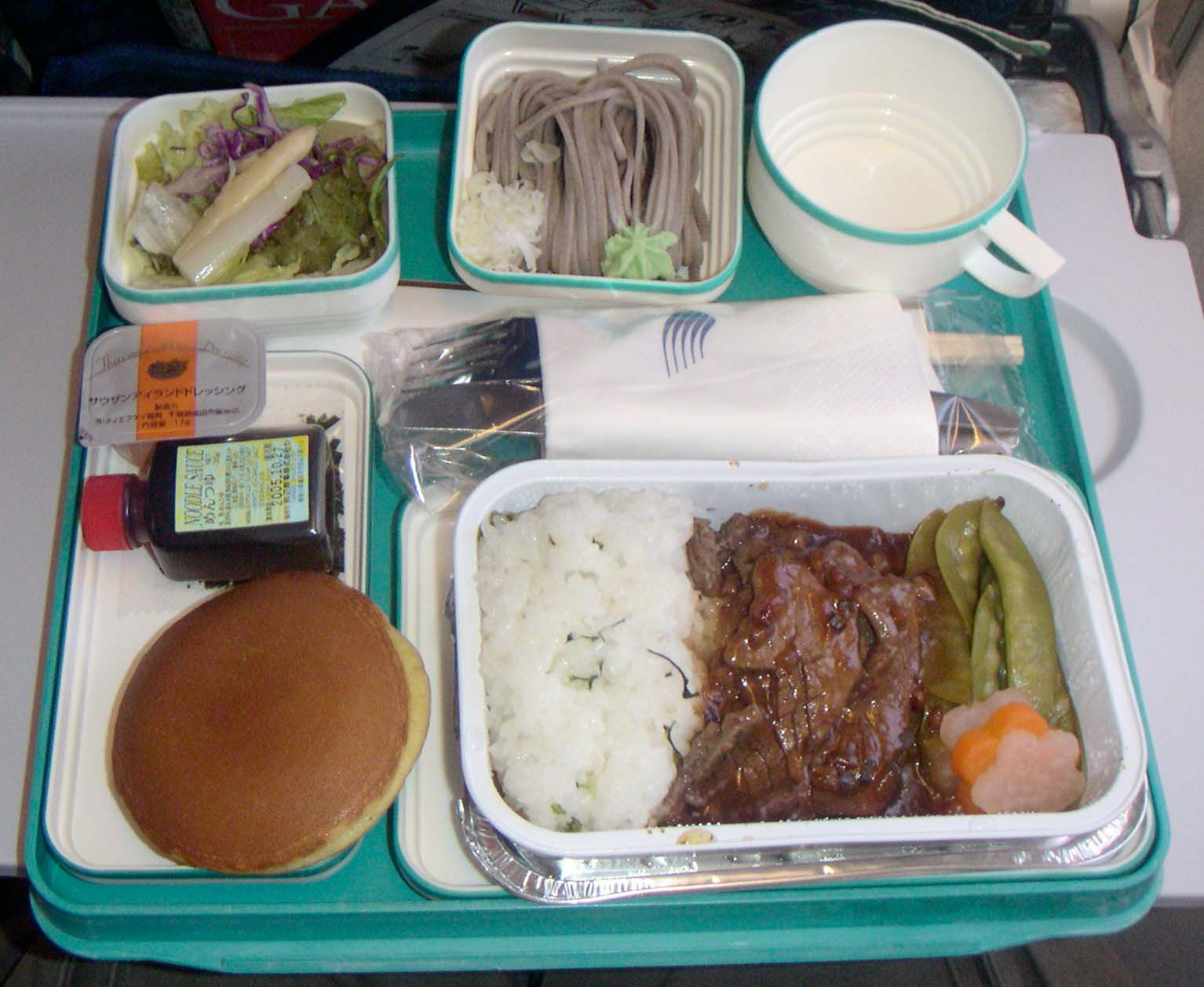
ガルーダ・インドネシア航空の機内食の一例（2005年7月）
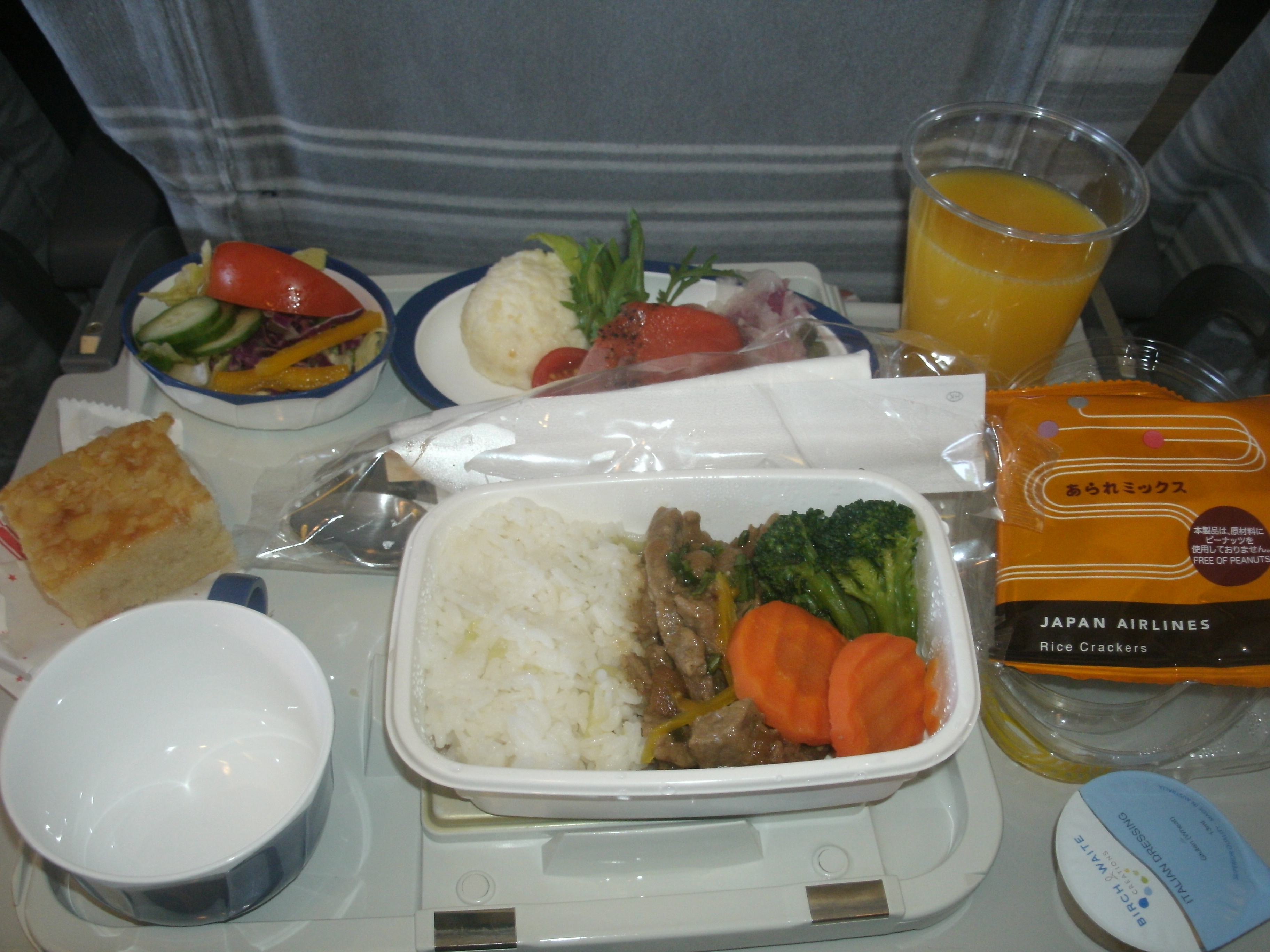
日本航空（JAL）エコノミークラス機内食（2010年10月）
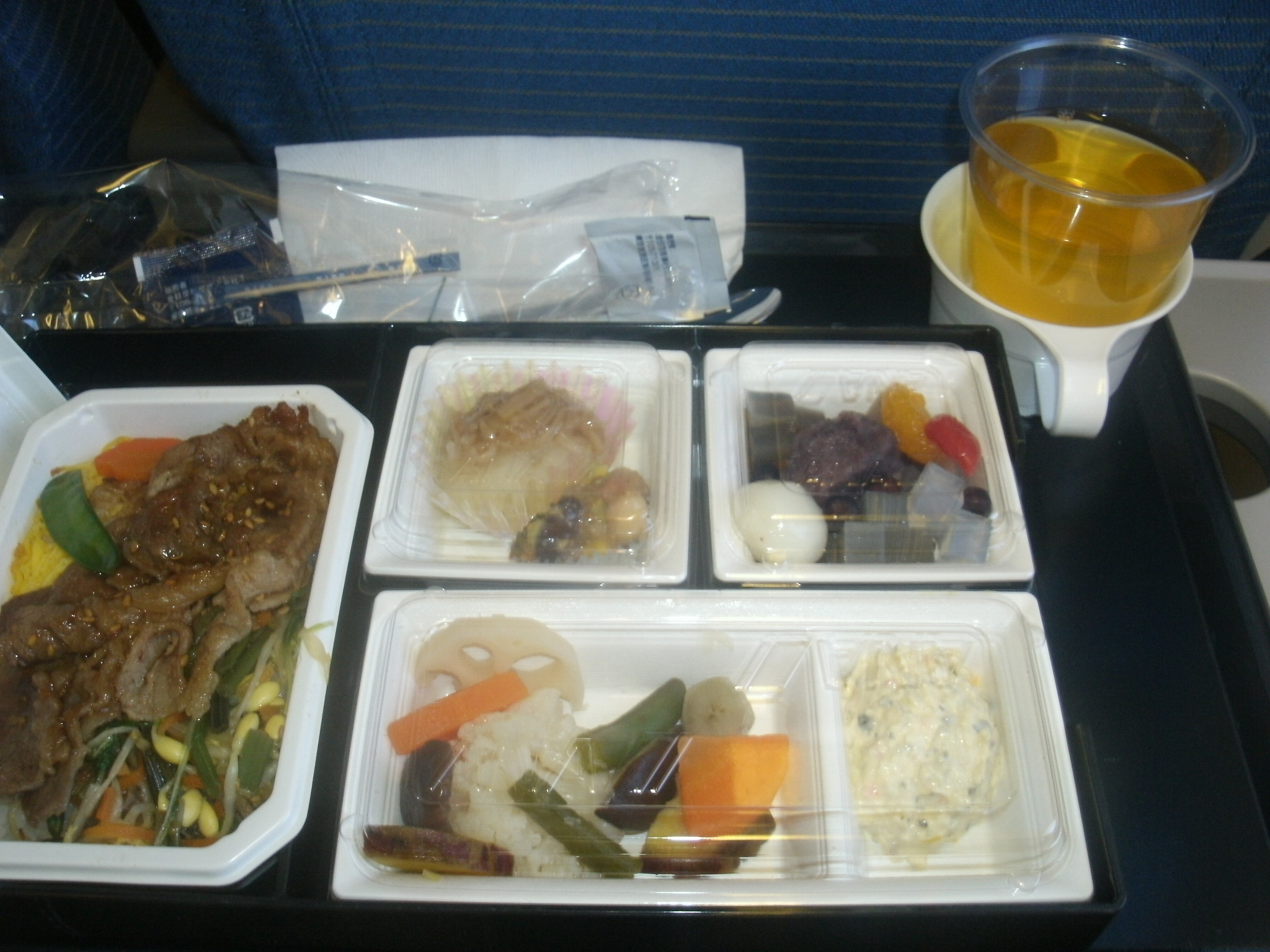
全日本空輸（ANA）エコノミークラスの和食機内食（2012年2月）。和食と洋食が選択可能であった。
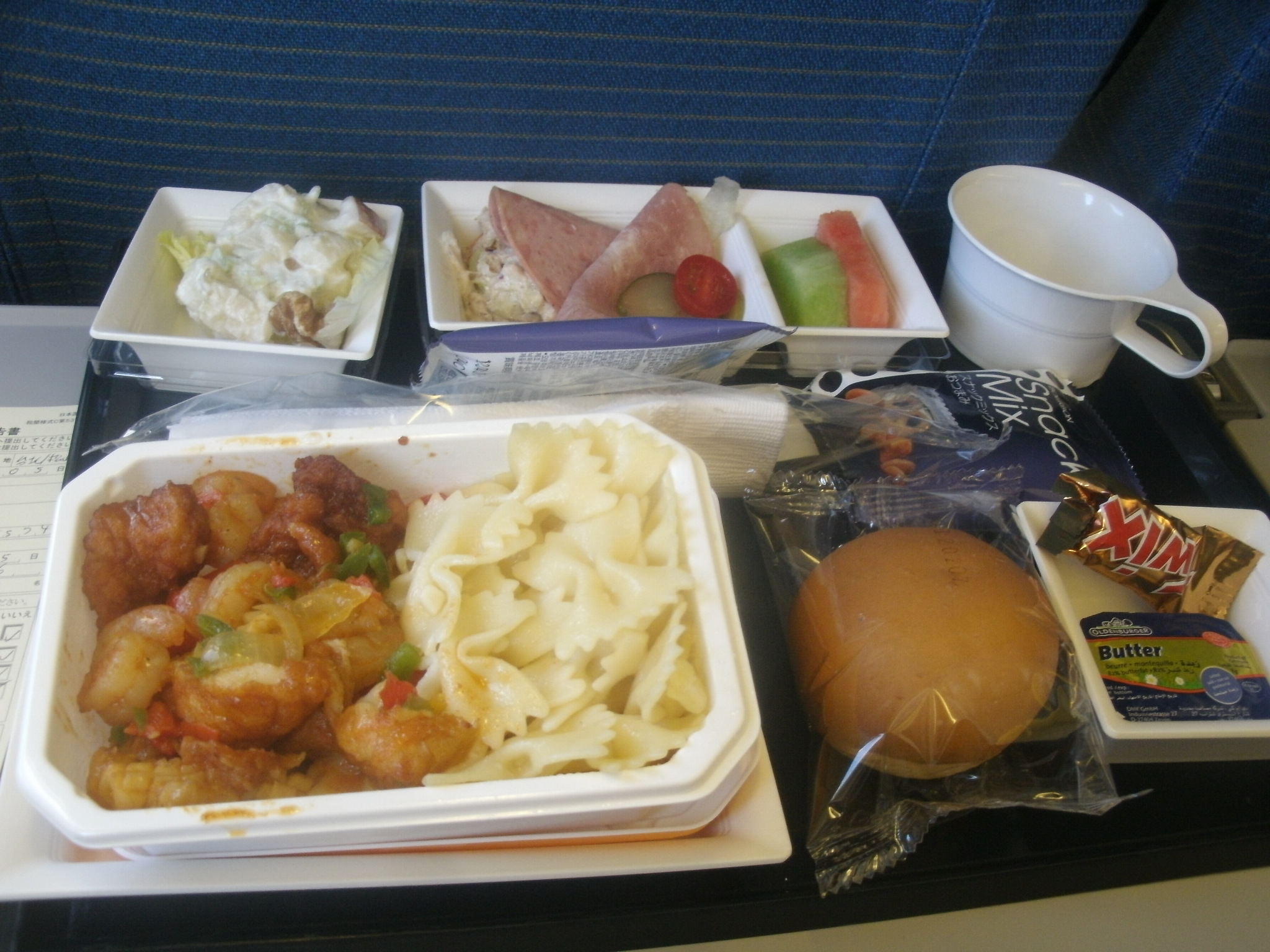
全日本空輸（ANA）の洋食機内食（2012年2月）
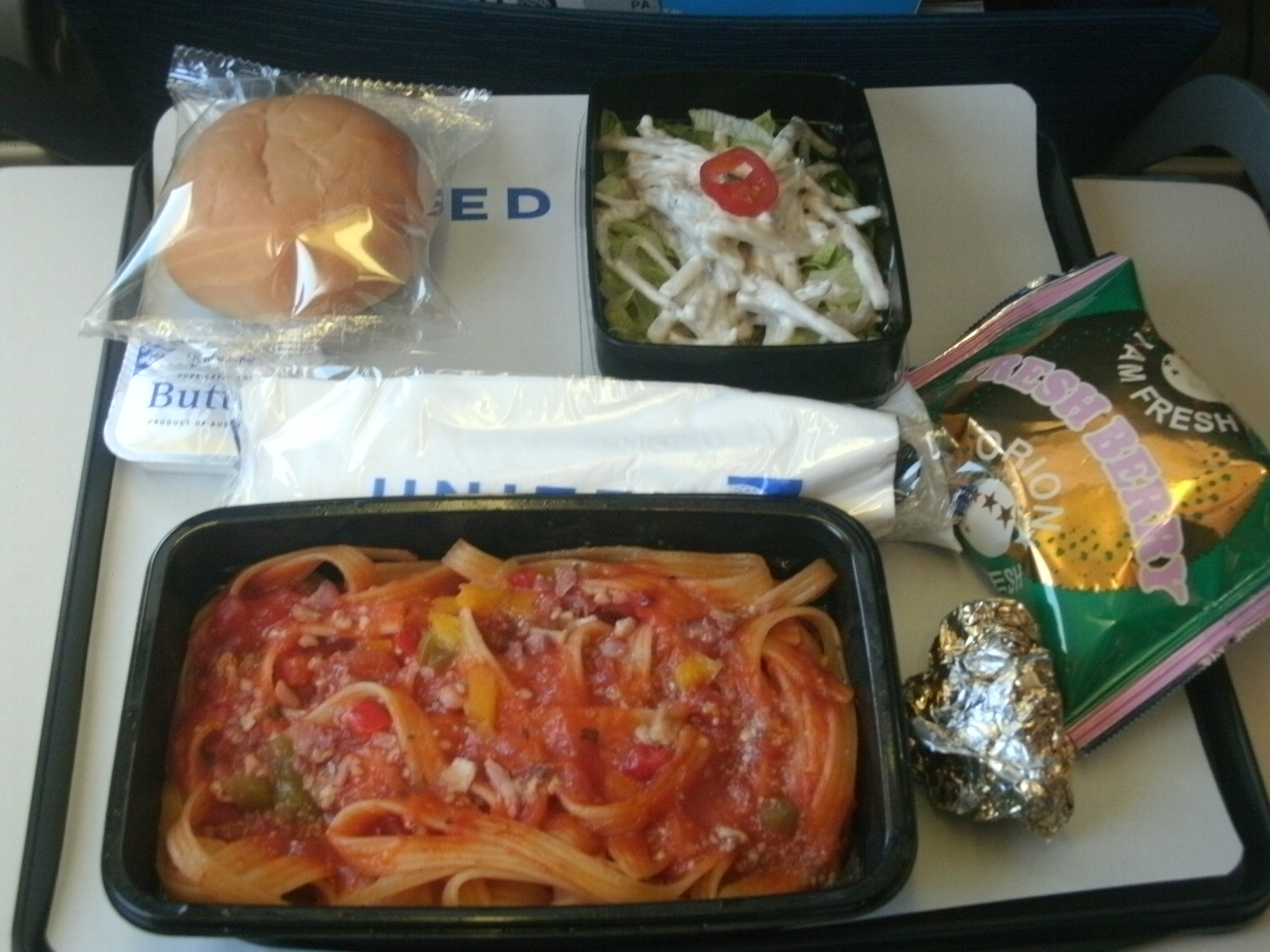
ユナイテッド航空のエコノミークラスの機内食（2013年11月）。写真のメインはパスタだが、この便ではメインとして牛丼も選択可能であった。
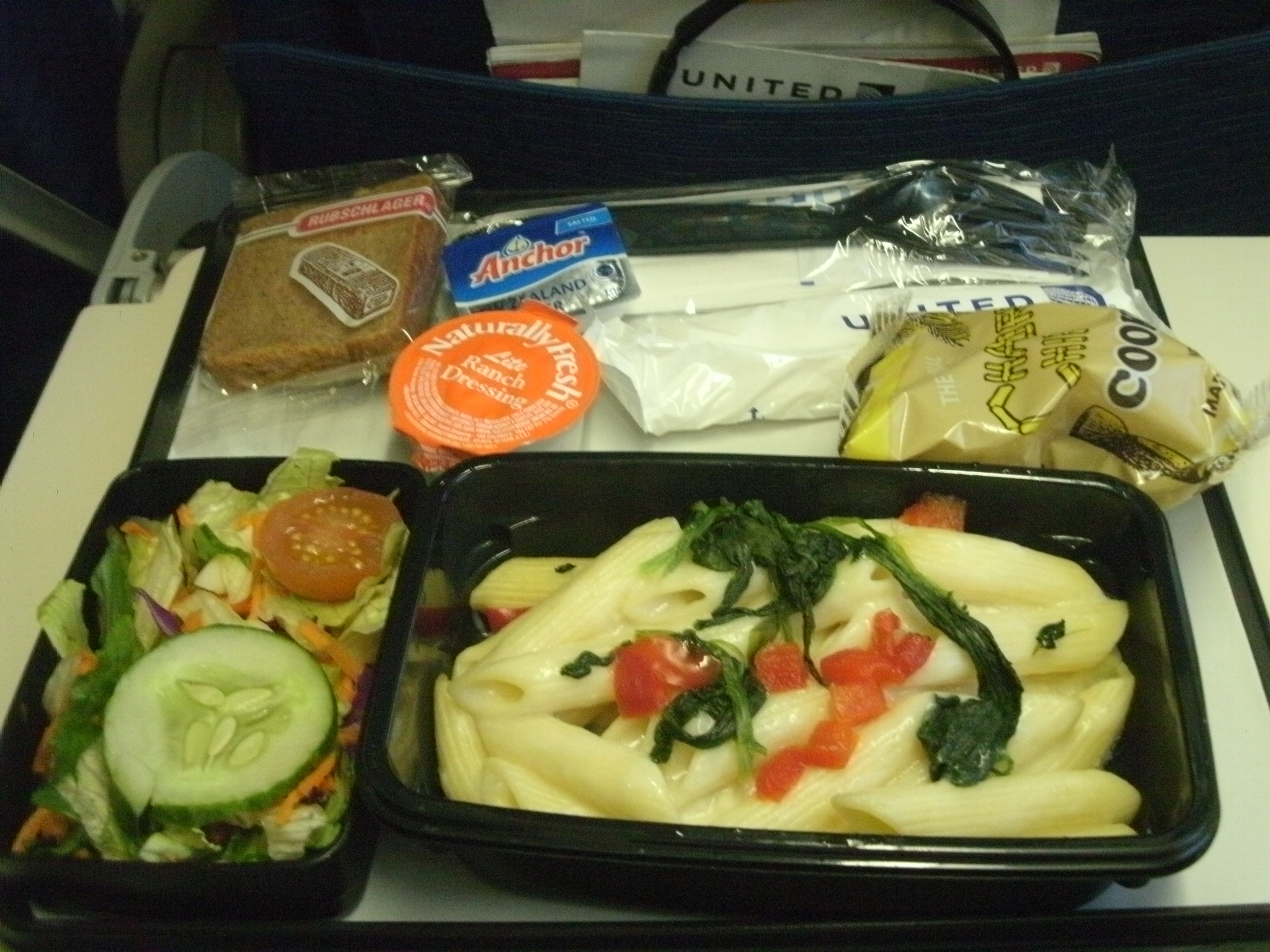
ユナイテッド航空の機内食（2013年11月）
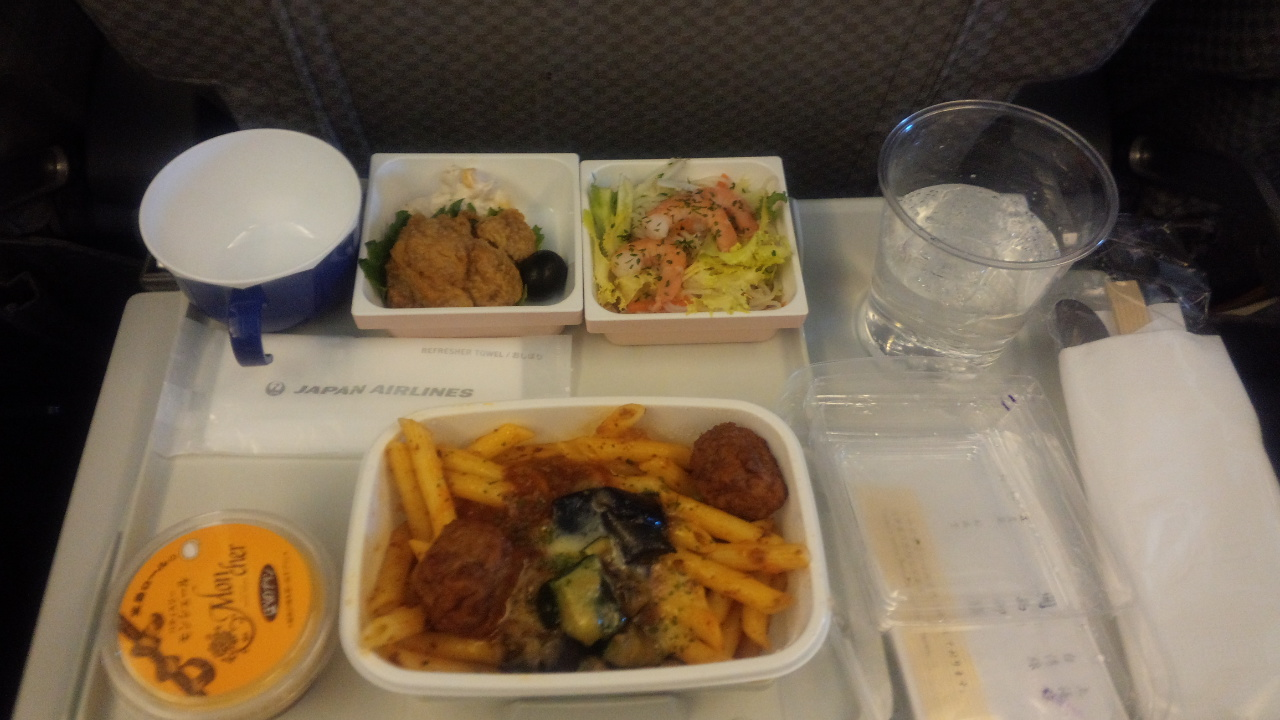
日本航空（JAL）エコノミークラス機内食（2014年5月）
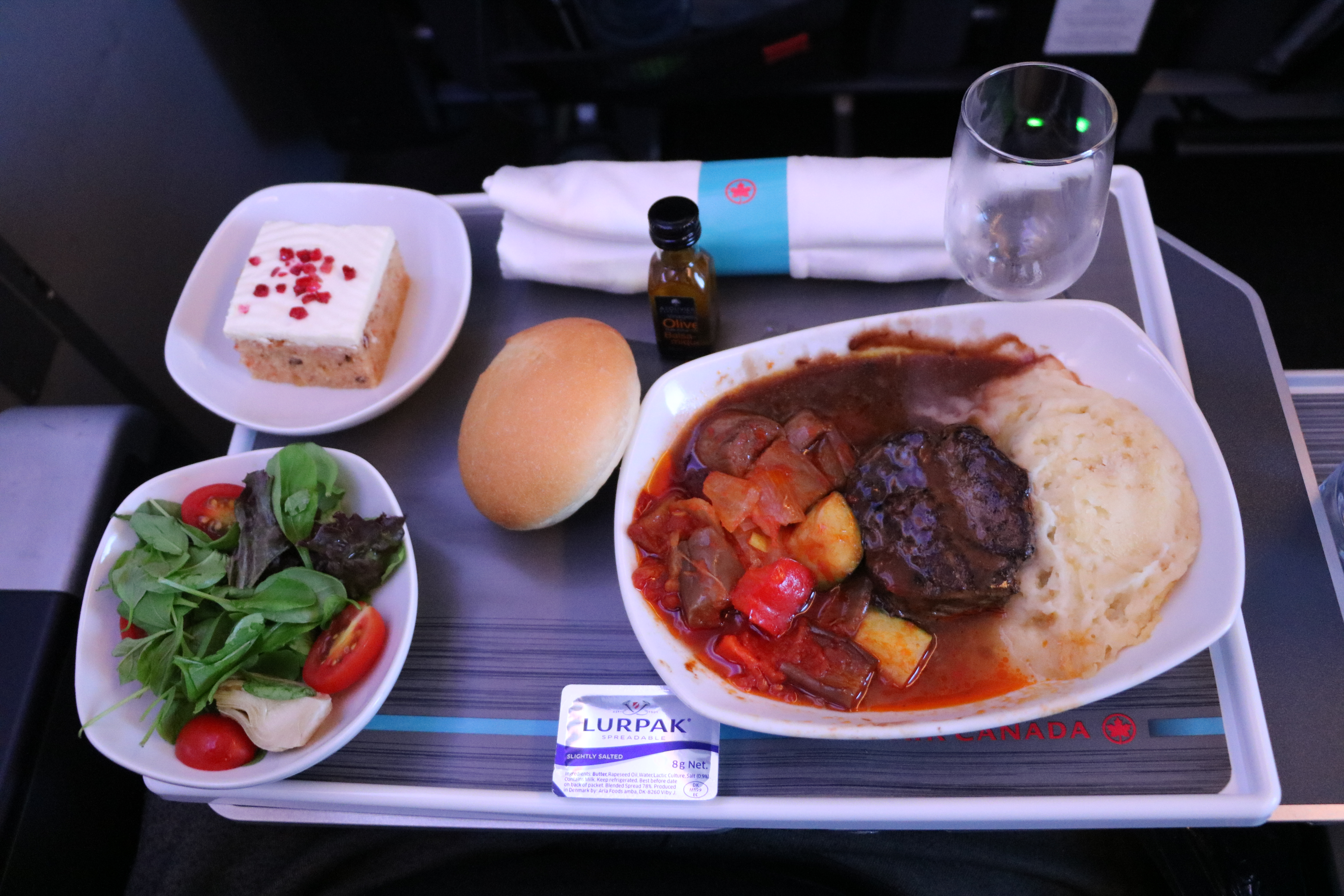
エア・カナダの国際線プレミアムエコノミーの機内食（2017年8月）
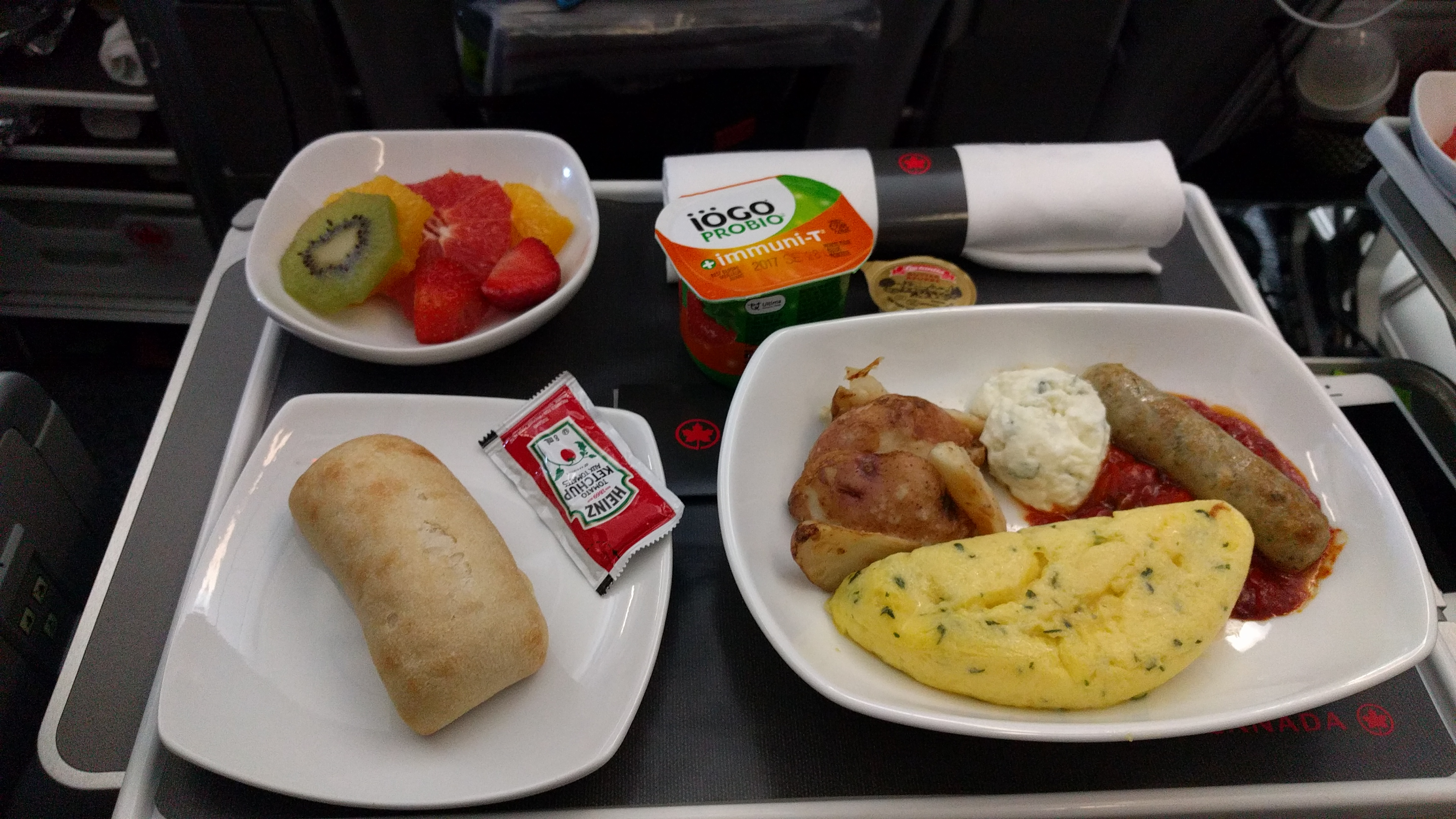
エア・カナダの国内線プレミアムエコノミーの機内食（2017年8月）
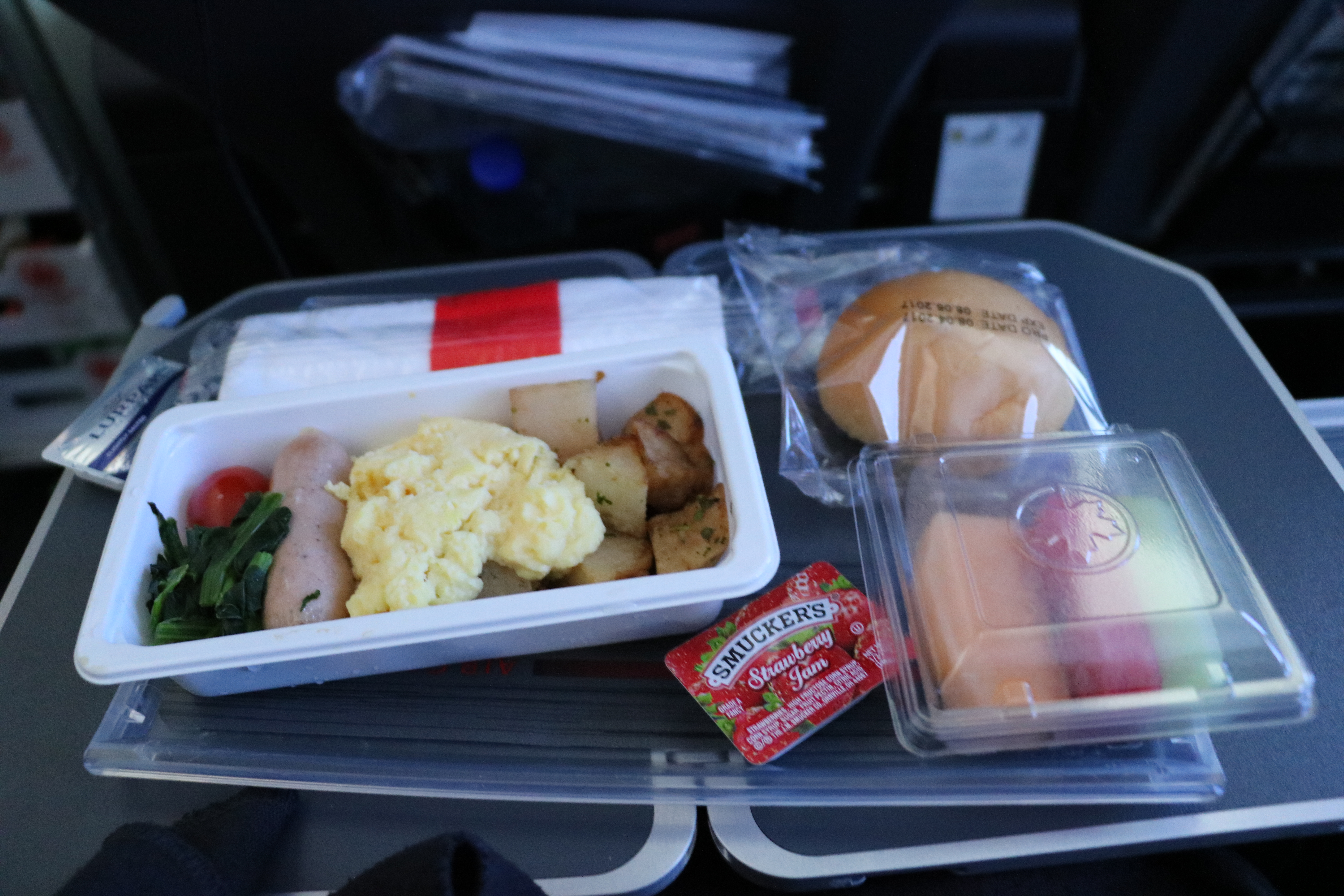
エア・カナダの国際線エコノミーの機内食（2017年8月）
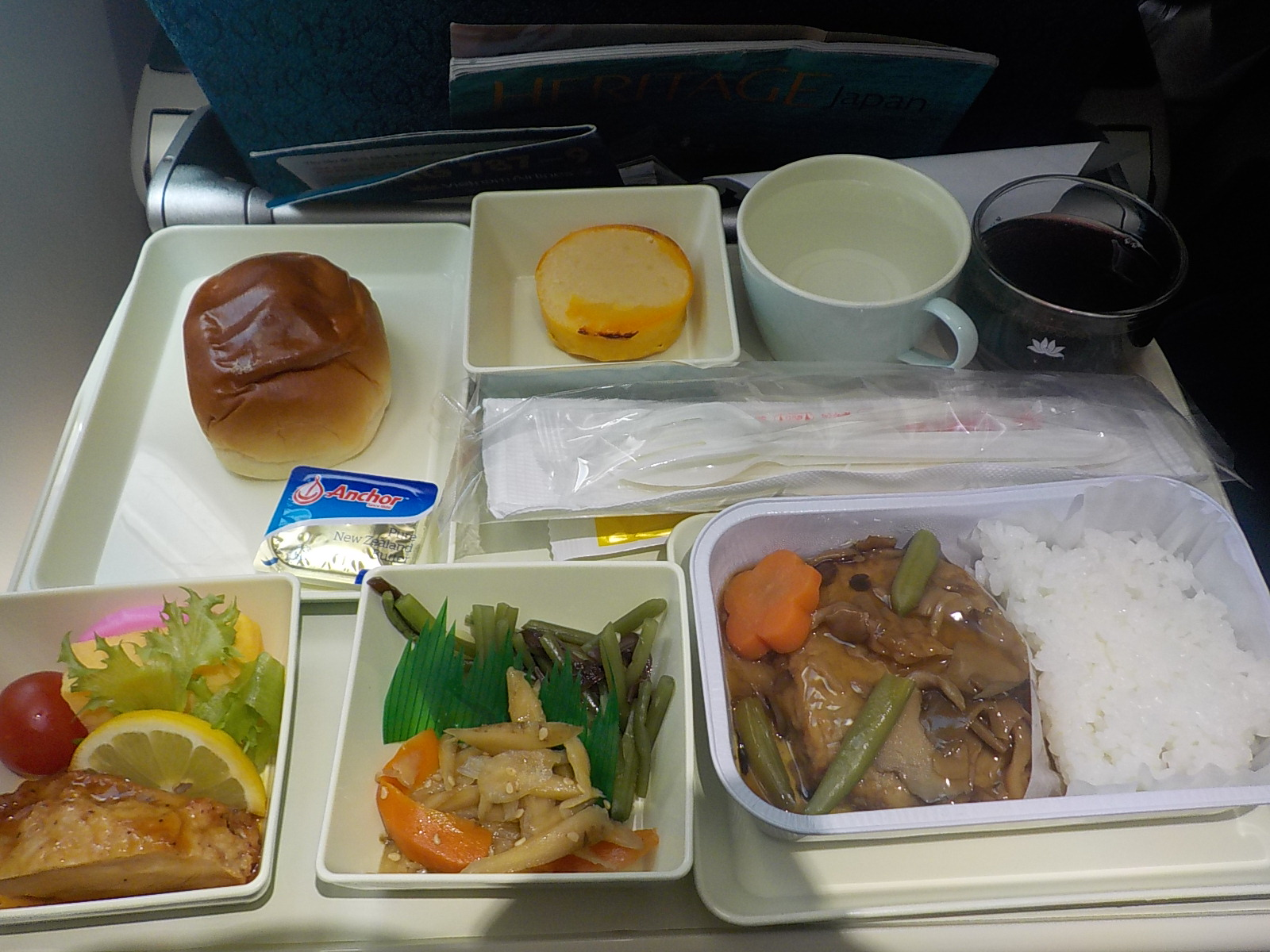
ベトナム航空、関空発ホーチミン行きのエコノミークラス機内食。日本発着路線では和食と洋食からの選択となる（2019年6月）
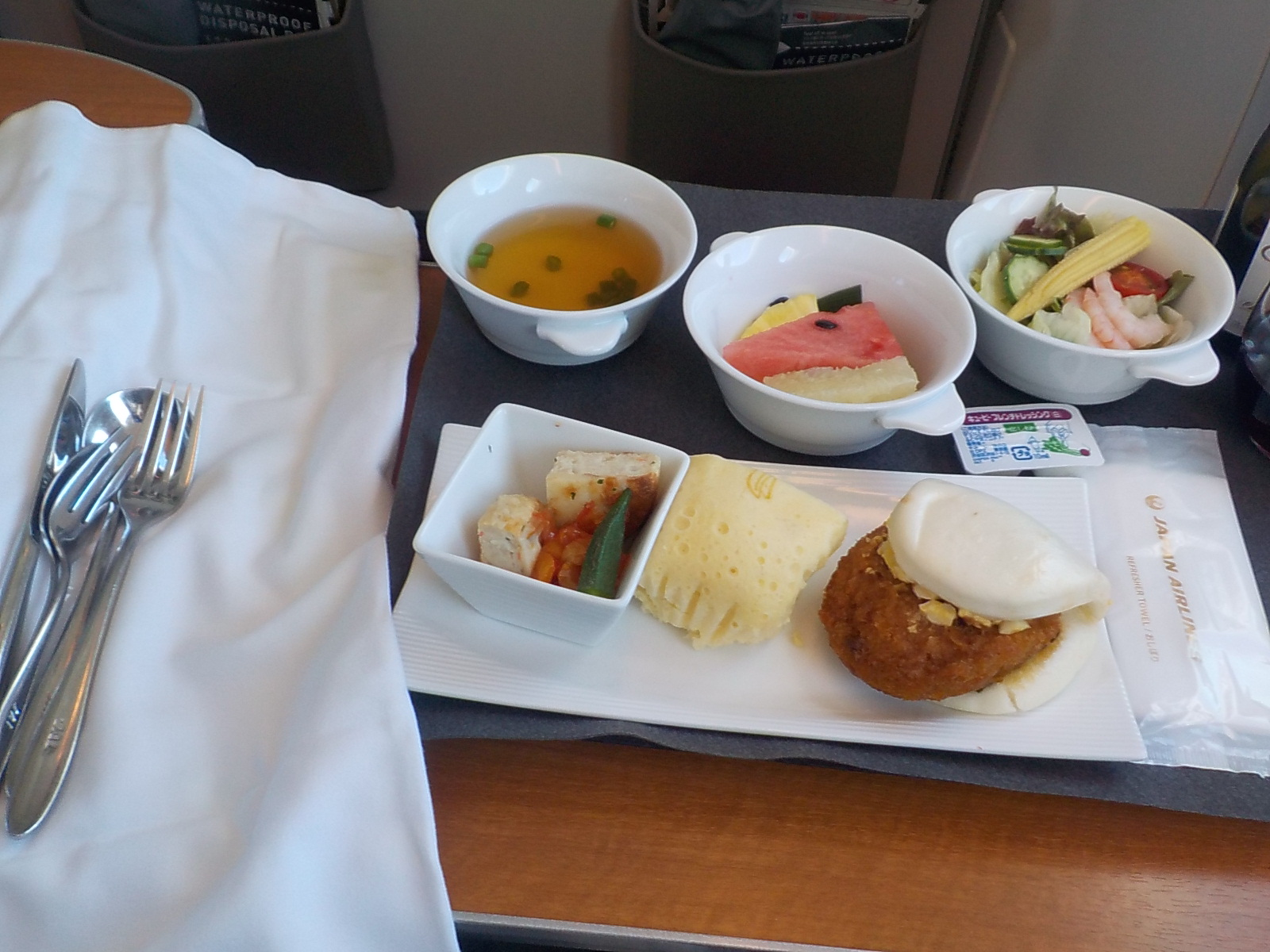
日本航空国内線ファーストクラスの朝食（2019年7月）
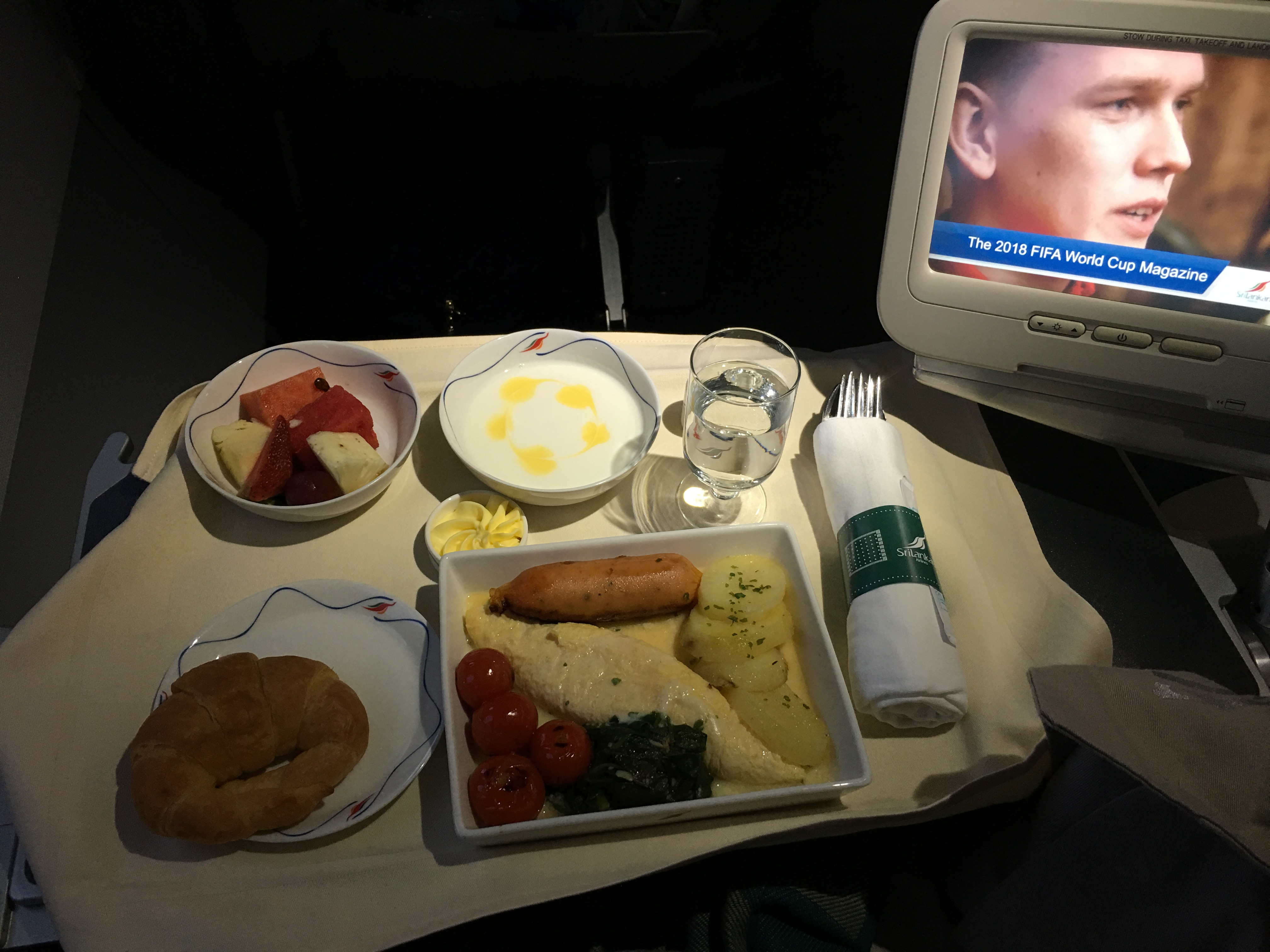
スリランカ航空、UL708ビジネスクラスの朝食（2018年）
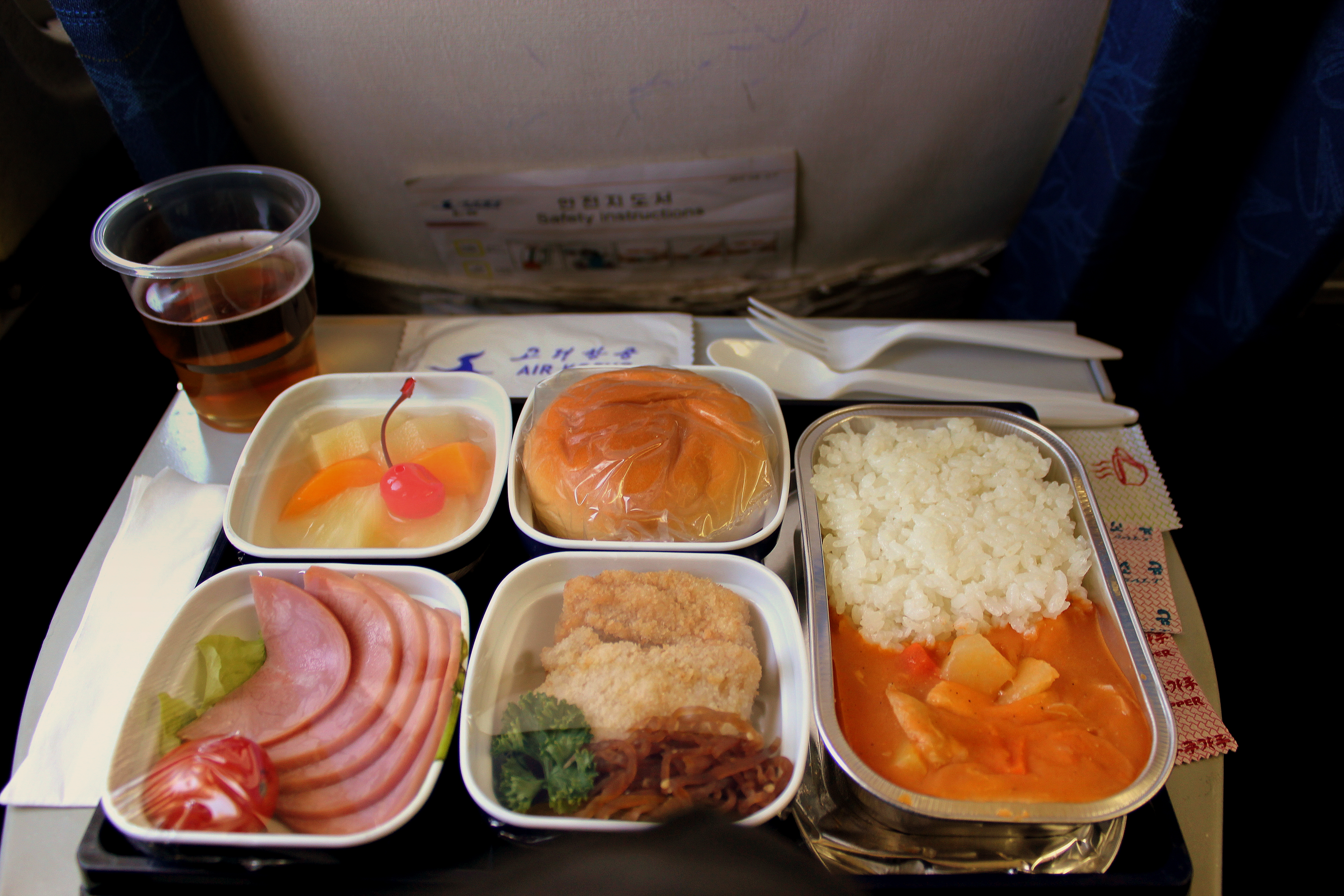
高麗航空国際線Yの機内食（2012年）